# Улица Копли (Таллин)
Улица Ко́пли (эст. Kopli tänav), в 1950–1990 годах улица Михаи́ла Кали́нина (эст. Mihhail Kalinini tänav) — улица в Таллине, столице Эстонии.

## География
Находится в районе Пыхья-Таллинн. Проходит через микрорайоны Каламая, Карьямаа, Копли, Пальяссааре, Пелгуранна, Ситси. Начинается у перекрёстка бульвара Пыхья с улицей Кеск-Каламая, возле Балтийского вокзала. Идёт на запад, пересекается с улицами Вана-Каламая, Рейзияте, Коцебу, Вабрику, Малми и Теллискиви. Затем поворачивает на северо-запад, пересекается с улицами Гранийди, Салме, Кунгла, Вольта, Эрика, Ристику, Ангерья, Паавли, Карьямаа, Мануфактуури, снова поворачивает на запад, пересекается с улицами Ситси, Тёэстузе, Пальяссааре, Нийди, Лыйме, Малева, Сыле и Пелгуранна, слева граничит с кладбищенским парком Копли, снова поворачивает на северо-запад, пересекается с улицами Вазара, Уус-Малева, Анкру, Килби, Марати, Кетта, Сепа, Каэвури, Сюста и Калури. Заканчивается в микрорайоне Копли.
Протяжённость улицы — 5225 м.

## История
Названия улицы согласно письменным источникам:
- 1885 — Тейлископле (эст. Teiliskople tänav)

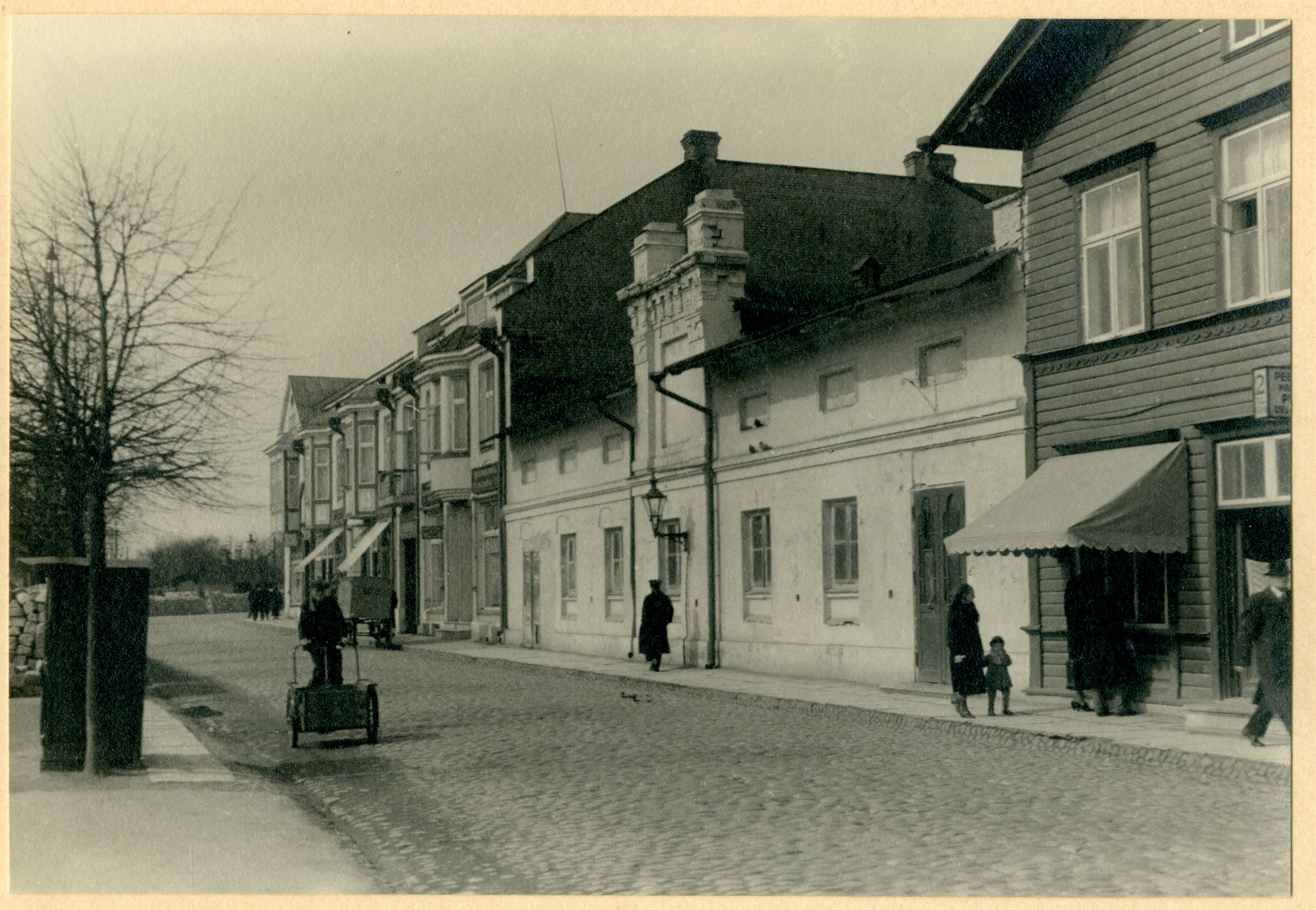
Улица Копли дом 2, 1938 год

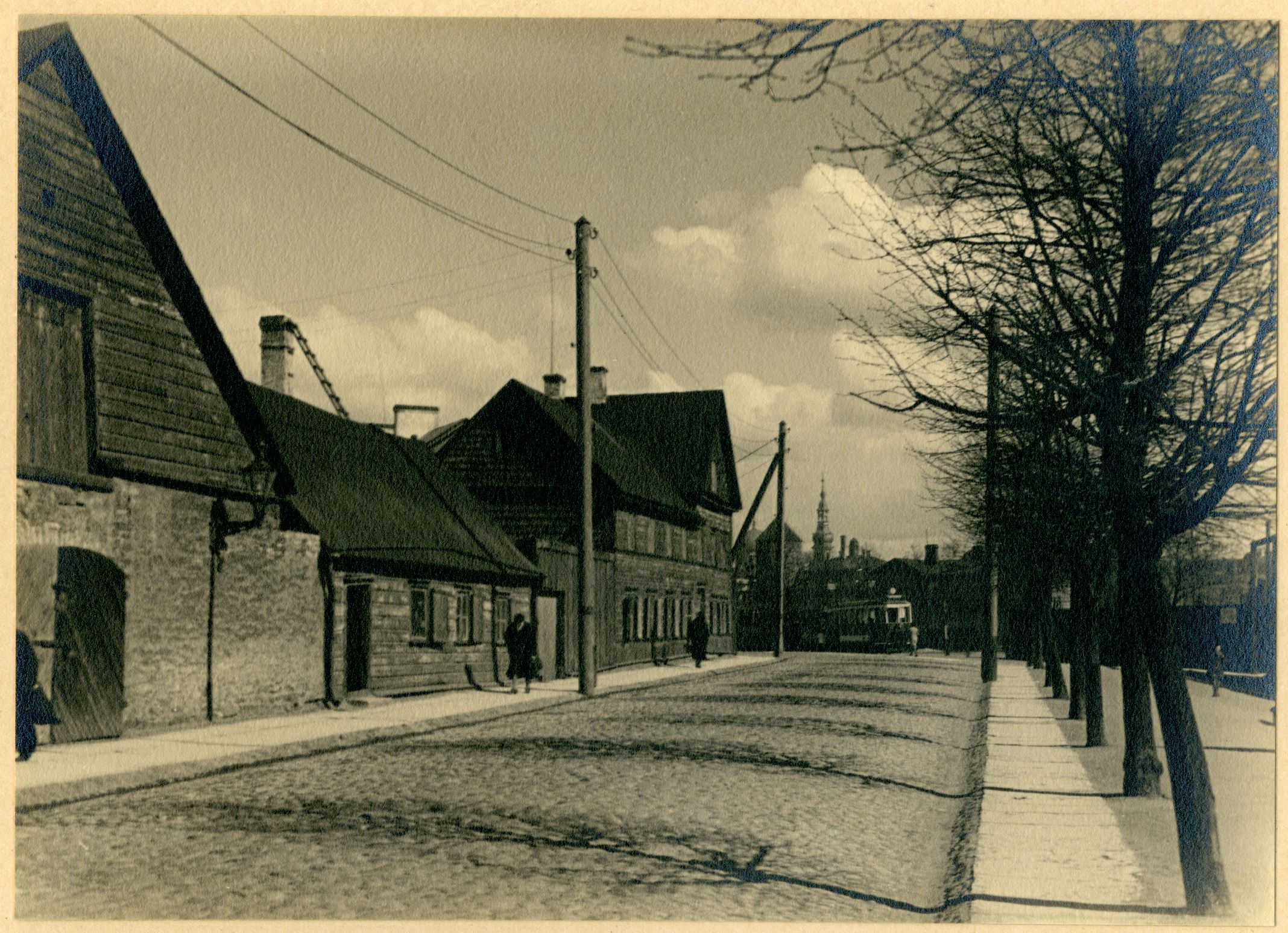
Улица Копли дом 4, 1938 год

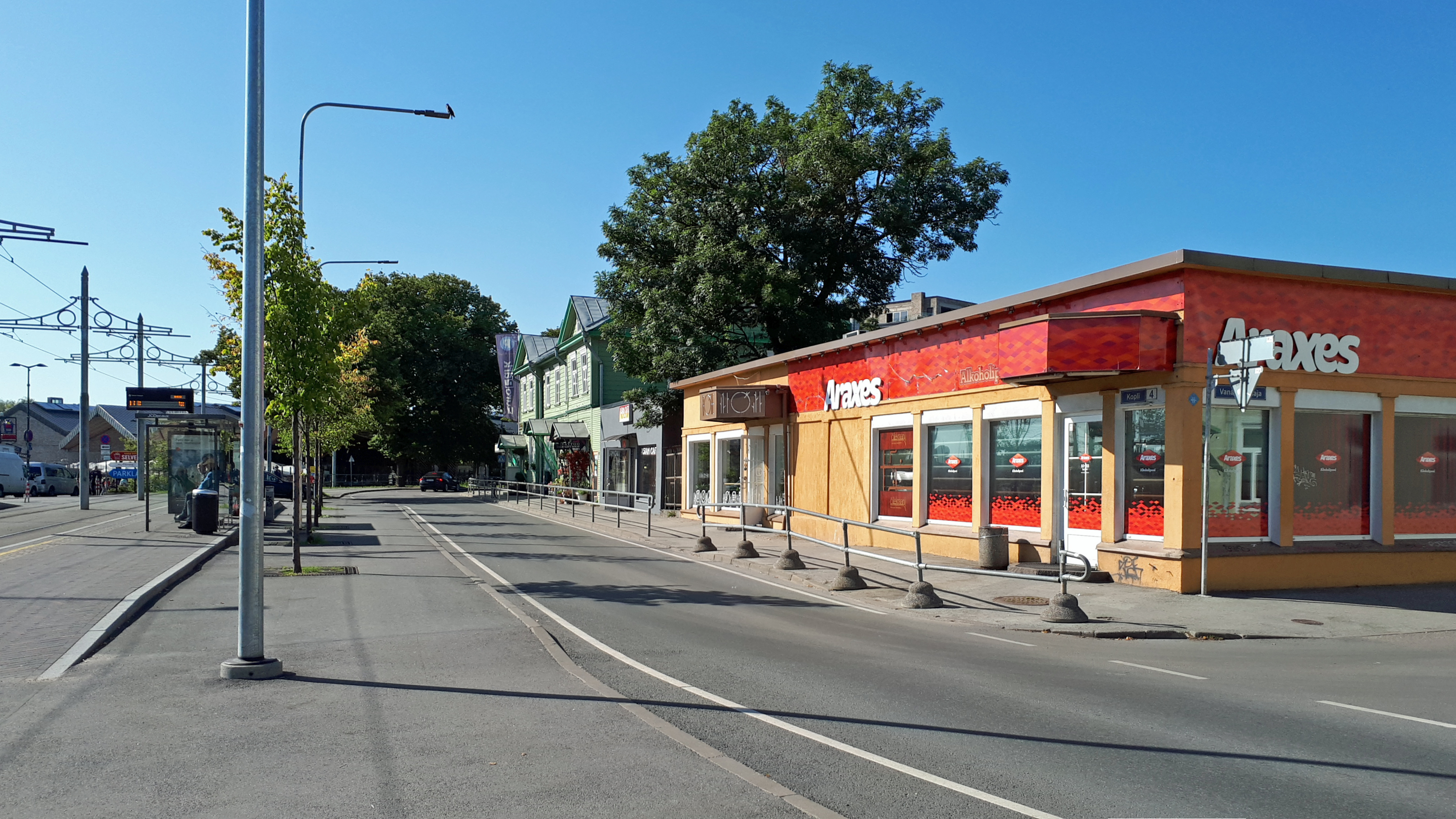
Улица Копли 4, 2021 год

- 1893—1907, 1942 — Зигельскоппельштрассе (нем. Ziegelskoppelstraße)
- 1885—1910 — Телископли (эст. Teliskopli tänav)
- 1913 — Коппельштрассе нем. Koppelstraße
- 1907—1916 — Цигельскоппельская улица
- 1916 — Коппельская улица
- 1908—1921 — улица Теллископли (эст. Telliskopli tänav)
- 1925—1949 — улица Копли
- 1950—1990 — улица Калинина
- C 3 августа 1990 года — улица Копли (эст. Kopli tänav)

Первые данные о поселении на полуострове Копли относятся к XIV веку, когда упоминается рыбацкая деревушка, находившаяся примерно в начале современной улицы Малева. Там изготовляли кирпич (эст. tellis), и поэтому в старину это место носило название Теллископли. В 1773 году ведущий на горку Ситси участок дороги был соединён с дорогой в направлении к городским воротам Нунна (разрушены в 1868 году). Объединённая дорога долгое время носила название «улица Теллископли» (Тейлископле). В 1774 году между кирпичным заводом и рыбацкой деревней было основано кладбище немецких приходов церквей Нигулисте и Олевисте (кладбище Копли).
В 1899 году на улицу Копли переехал машиностроительный завод Франца Крулля. Был построен современный фабричный комплекс с двенадцатью большими производственными зданиями, а также конторским и жилым зданиями.
В июле 1928 года газета Рахвалехт писала: «Улица Копли славится нанесением ножевых ранений, избиениями и грабежами. По этой дороге передвигается «коплиский элемент», в отношении которого человек никогда не может быть уверен, останется ли он «с целой шкурой», т. е. не будет ли ограблен...»
В советское время вдоль улицы и вблизи неё располагались крупные промышленные предприятия (Таллинский машиностроительный завод имени Й. Лауристина, Таллинский завод строительной керамики, производственное объединение «Стандард», хлопчатобумажный комбинат «Балтийская мануфактура», Балтийский судоремонтный завод — бывший Русско-Балтийский судостроительный завод), учебные заведения (факультеты Таллинского политехнического института — экономический и электроэнергетики, Таллинский техникум железнодорожного транспорта, 15-я и 24-я средние школы, средние профтехучилища № 6 и № 10) и учреждения культуры (кинотеатры «Лембиту» и «Раху», Клуб железнодорожников, Матросский клуб). В настоящее время из них работают компания «Стандард», БСРЗ, Карьамааская основная школа (на месте 15-й средней школы), Таллинская художественная гимназия (на месте 24-й средней школы) и Таллинская Коплиская профессиональная школа, а в здании экономического факультета ТПИ c 2009 года размещается Эстонская морская академия (с 2014 года — структурная единица ТТУ).

## Общественный транспорт
По улице курсируют трамваи маршрутов № 1 и № 2 и городские автобусы маршрутов № 32 и 72.

## Застройка
Застройка улицы большей частью относится к началу и первой половине XX века.

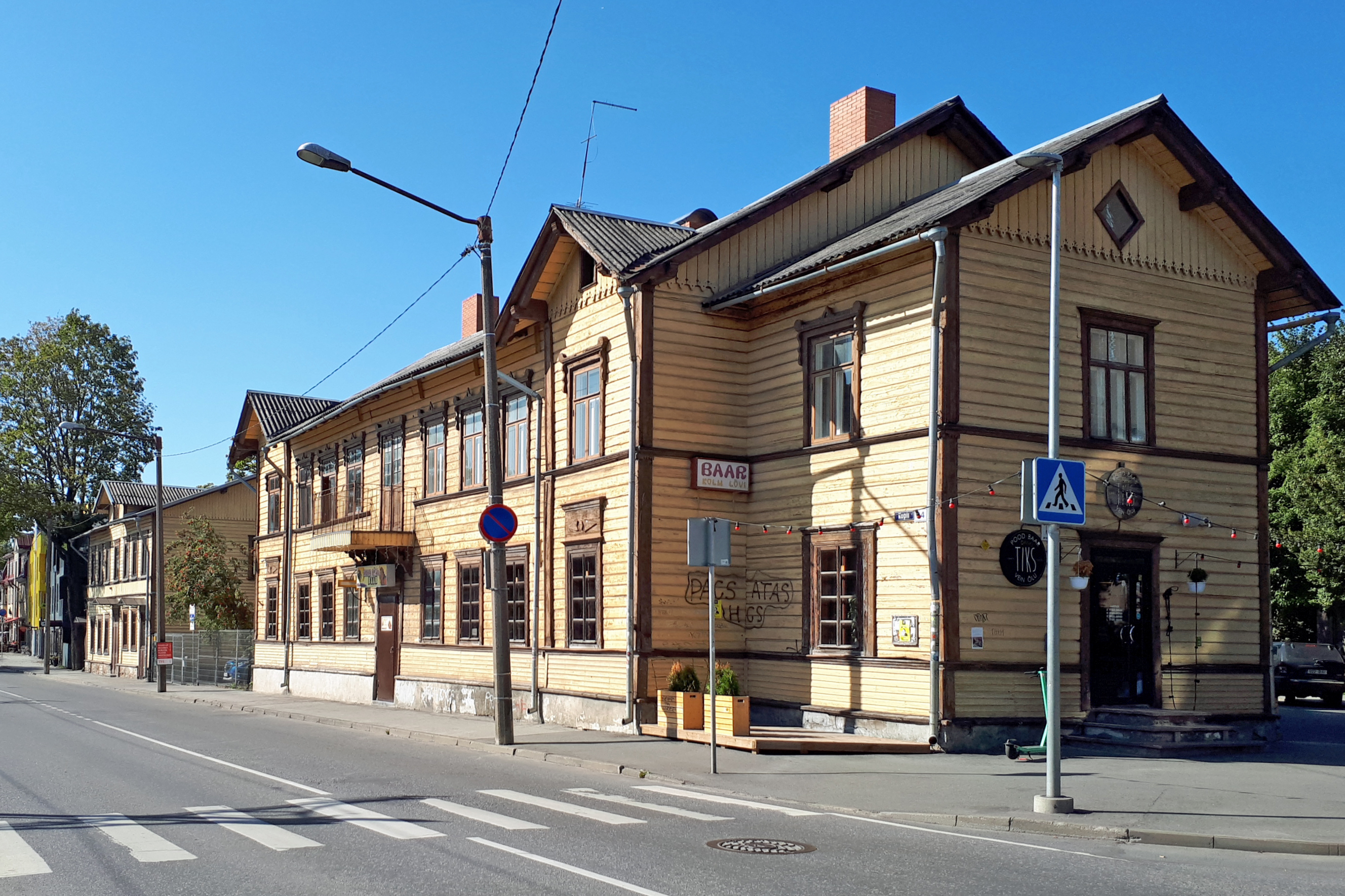
Дома 14А и 14

Дом 16

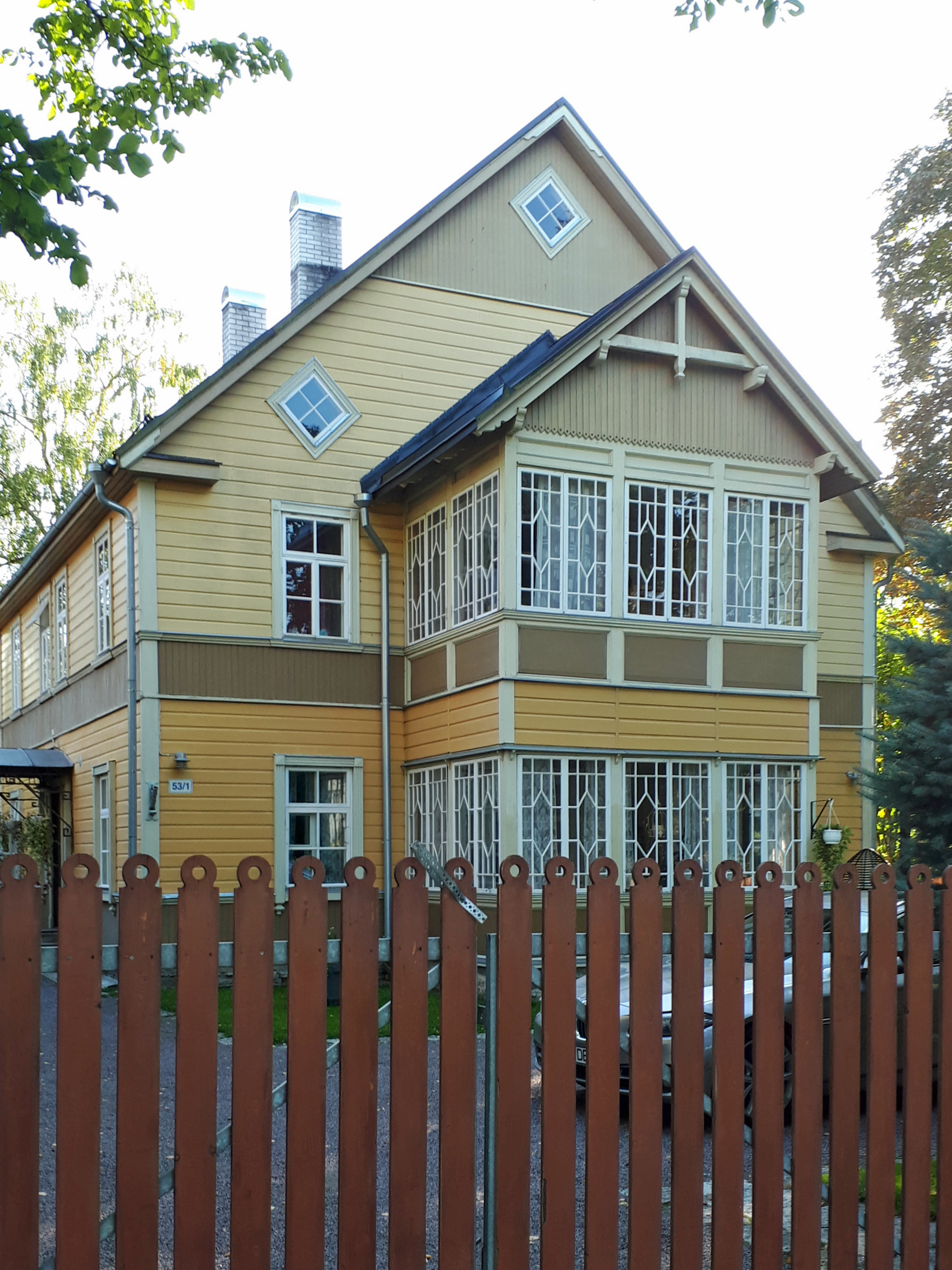
Дом 53/1

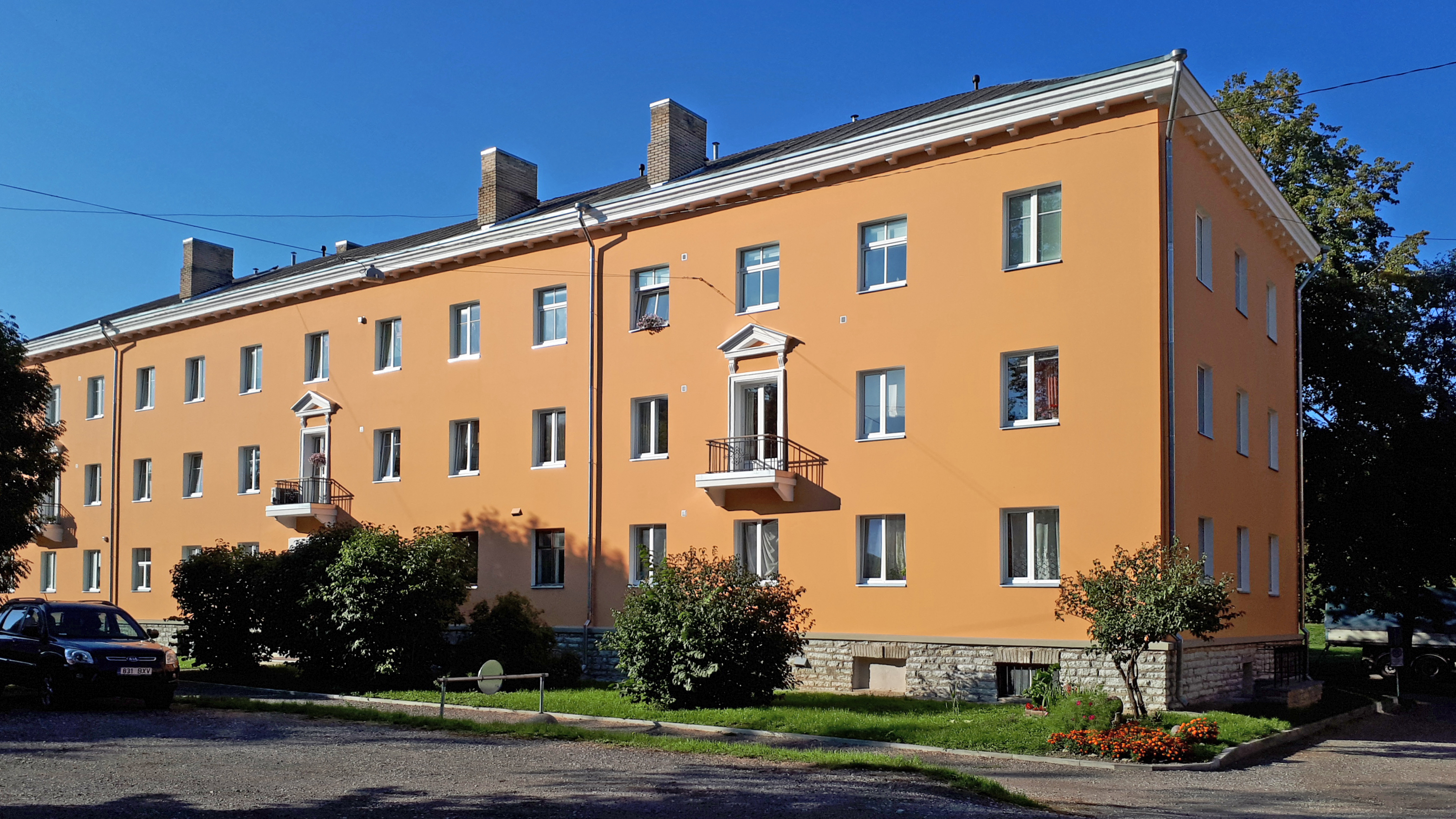
Дом 69 после реновации

- Kopli tn 1 — Рынок Балтийского вокзала. Современный универсальный трёхэтажный рынок, где торгуют продуктами питания, одеждой, антиквариатом и работают кафе. Открыт в мае 2017 года на месте торговых площадей, появившихся в 1993 году в построенных из плитняка складах Вернера. При проектировании нового рынка была сохранена большая часть исторических построек[8].
- Kopli tn 3 — дом построен в 1939 году, в советское время в нём работал Клуб железнодорожников. После реновации в здании работают ресторан «Jahu» и салон отделочных материалов «Vivarec».
- Kopli tn 8 — 6-этажный каменный дом, построен во второй половине 1930-х годов, архитектор Эуген Хаберманн[нем.]. Модное для своего времени здание, на первом этаже которого располагался кинотеатр «Диана» (в советское время — «Лембиту»). После выхода Эстонии из состава СССР в помещения кинотеатра переехала «Армия спасения»[9].
- Kopli tn 14 — 2-этажный деревянный дом 1885 года постройки (согласно данным Строительного регистра), на первом этаже работает бар; на втором этаже — квартиры.
- Kopli tn 14А — 2-этажный деревянный дом, построен в 1940 году.
- Kopli tn 16 — жёлто-чёрный сдвоенный дом, построен в 2018 году. На первом этаже — кафе и ресторан, на втором и третьем — квартиры.
- Kopli tn 25 — построенное в 1970-х годах здание мебельной фабрики «Стандард». Типичное для своего времени модернистское административное здание в башне с квадратным планом: коммуникации находятся посередине, а офисные помещения — по внешнему периметру. В 2009 году Таллинский департамент культурных ценностей (с 2016 года —Департамент культуры) предложил взять здание на учёт, как ценный образец советской архитектуры[10].
- Kopli tn 29 — в 1964—2001 годах в здании работала котельная Карьямаа[11].
- Kopli tn 33 — в начале XX века здесь работала Таллинская канатная фабрика «John Carry pärijad»[12].
- Kopli tn 35 (первоначально № 21) — бывшая проходная Балтийской бумагопрядильной и ткацкой мануфактуры. C 2017 года на участке недвижимости ликвидированной фабрики идёт возведение жилого и делового квартала[13].
- Kopli tn 38/2 — 3-этажный каменный жилой дом 1926 года постройки.
- Kopli tn 35B — водонапорная башня бывшей Таллинской канатной фабрики.
- Kopli tn 53/1 — 2-этажный деревянный жилой дом, построен в 1928 году.
- Kopli tn 67 и Kopli tn 69 — однотипные 3-этажные жилые дома, образец «сталинской» архитектуры (1953 год).
- Kopli tn 68, Kopli tn 70, 70А, 70B — производственный квартал завода Крулля (машзавода имени Й. Лауристина)[14].
- Kopli tn 69 — 3-этажный жилой дом в стиле «сталинской архитектуры», построен в 1956 году, фасад и теплоузел реновированы в 2020 году.
- Kopli tn 69E — построенное в 1956 году общежитие, с 1990-х годов — жилой дом.
- Kopli tn 71 — небольшое здание кооператива оригинальной конструкции, построенное в 1987 году; первоначально цветочный и продуктовый магазин, с 1990-х годов — кафе.
- Kopli tn 72 — в советское время здесь размещался комплекс зданий военного завода № 112 (снесён). Завод начал свою деятельность в 1946 году 112 в основном как мастерская по ремонту двигателей тяжелых грузовиков. В 2005 году на этом участке недвижимости было построено офисное здание, перестроенное в 2016 году в двухэтажный семикомнатный жилой дом.
- Kopli tn 82 — бывший учебный корпус энергетического факультета ТПИ, с 1990-х годов — жилой дом.
- Kopli tn 86 — 4-этажный жилой дом, построен в 1946 году.
- Kopli tn 96 — 6-этажный жилой дом, построен в 1999 году.
- Kopli tn 98 — 3-этажное здание построено в 1979 году. С 2003 года в нём работает Таллинская Коплиская профессиональная школа — единственная муниципальная профессиональная школа в городе[15]. В здании также размещается Молодёжный центр Пыхья-Таллинна.
- Kopli tn 100B — 5-этажный кирпичный дом 1987 года постройки, бывшее общежитие, с 1990-х годов —  многоквартирный жилой дом.
- Kopli tn 114 — дом пожарных Русско-Балтийского судоремонтного завода. Снесён.
- Kopli tn 116 — бывшее здание для пожарных машин и конюшня Русско-Балтийского судоремонтного завода, после войны в доме работал Институт теплотехники.
- Kopli tn 118 — Коплиское трамвайное депо.

Улица Копли
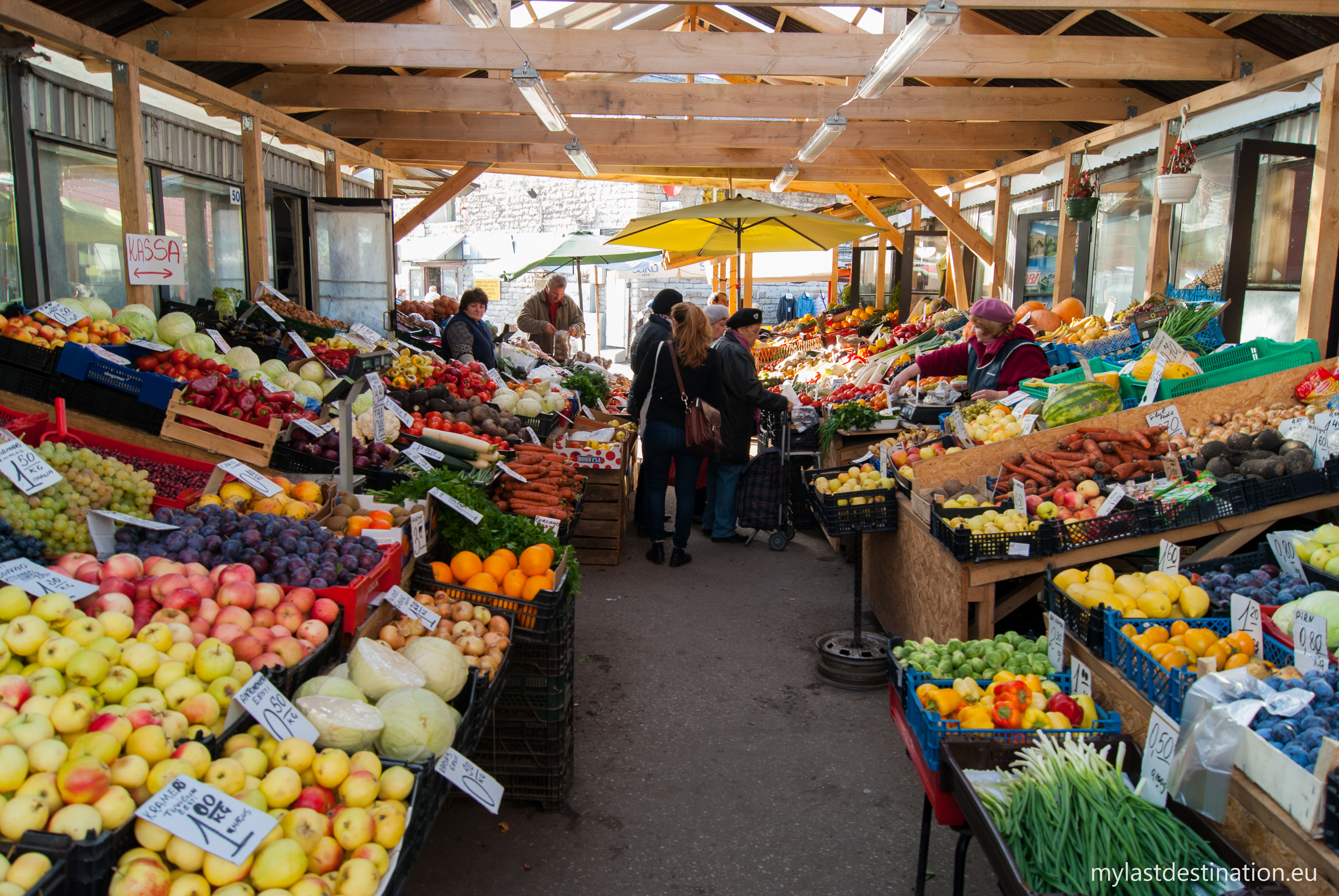
Привокзальный рынок в 2013 году
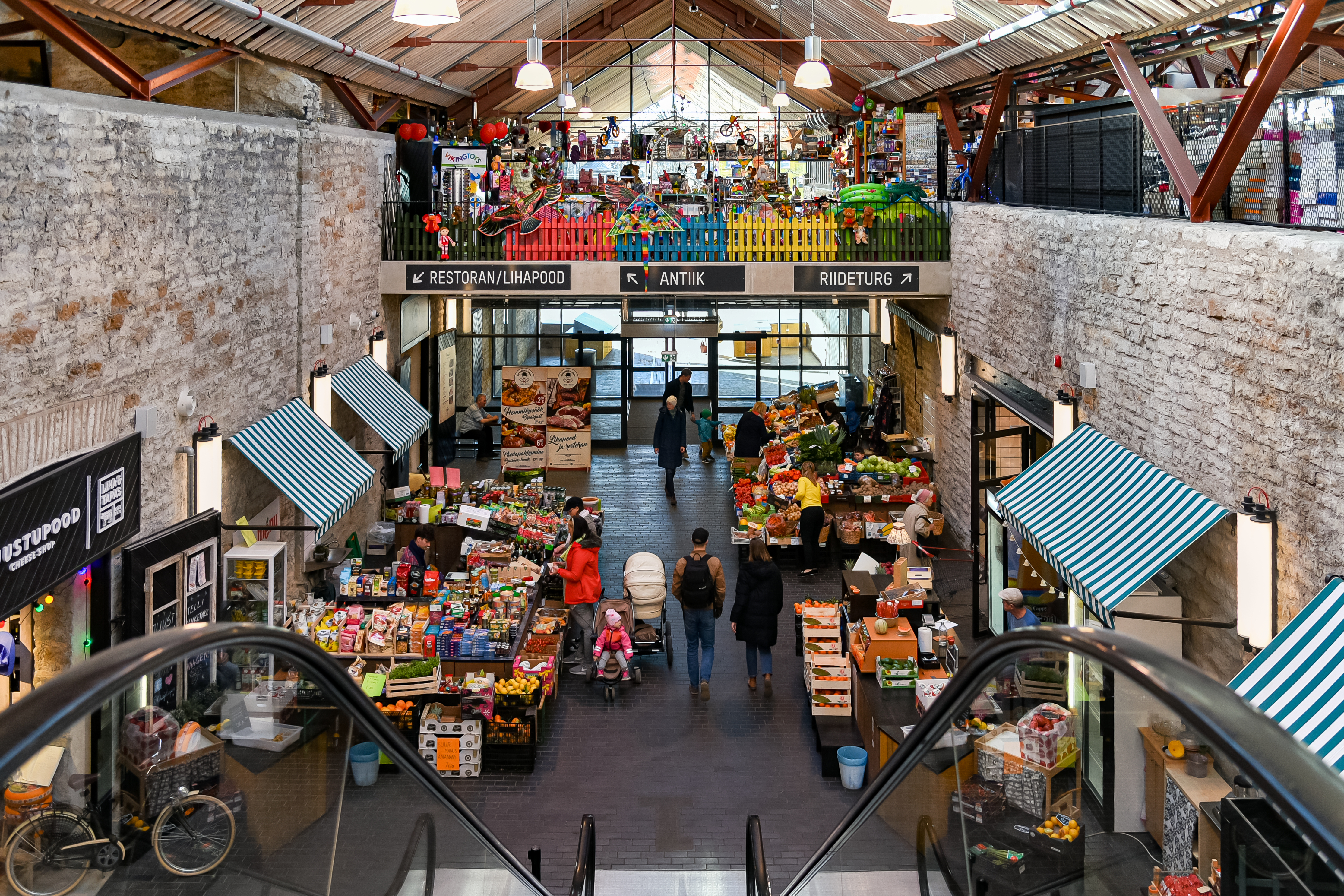
Рынок Балтийского вокзала, 2019 год
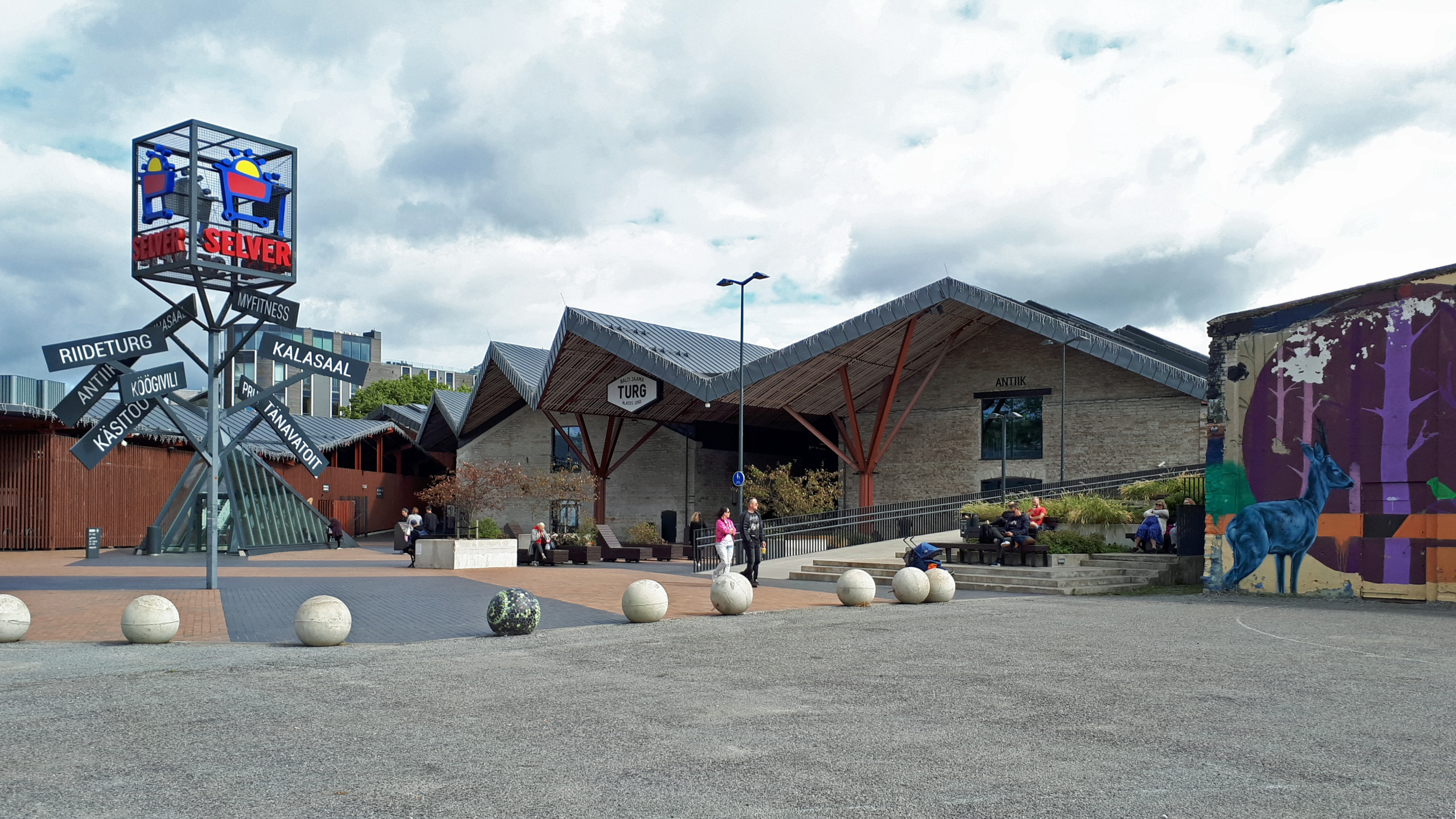
Западный вход на Рынок Балтийского вокзала, 2021 год
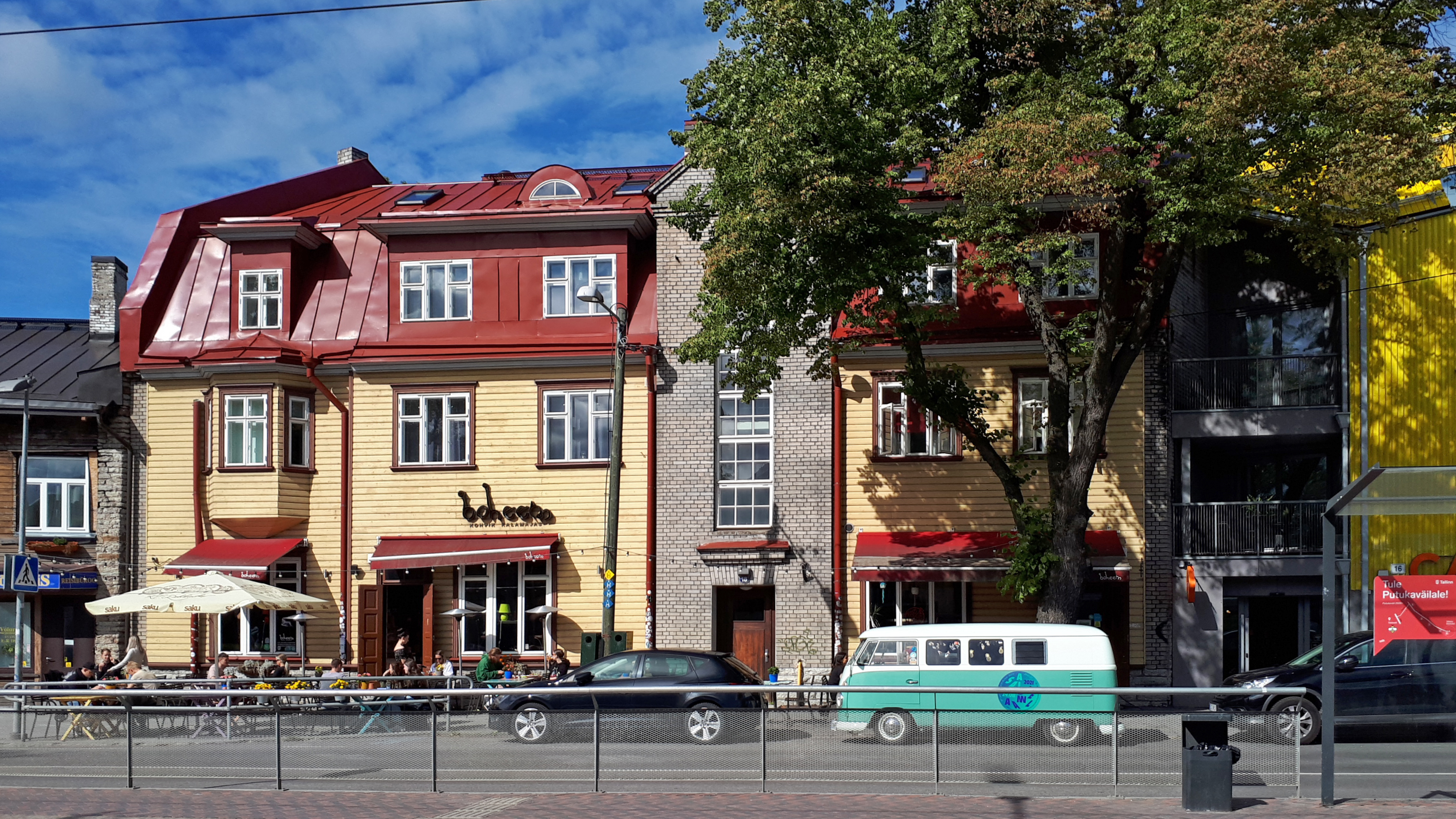
Дом 18
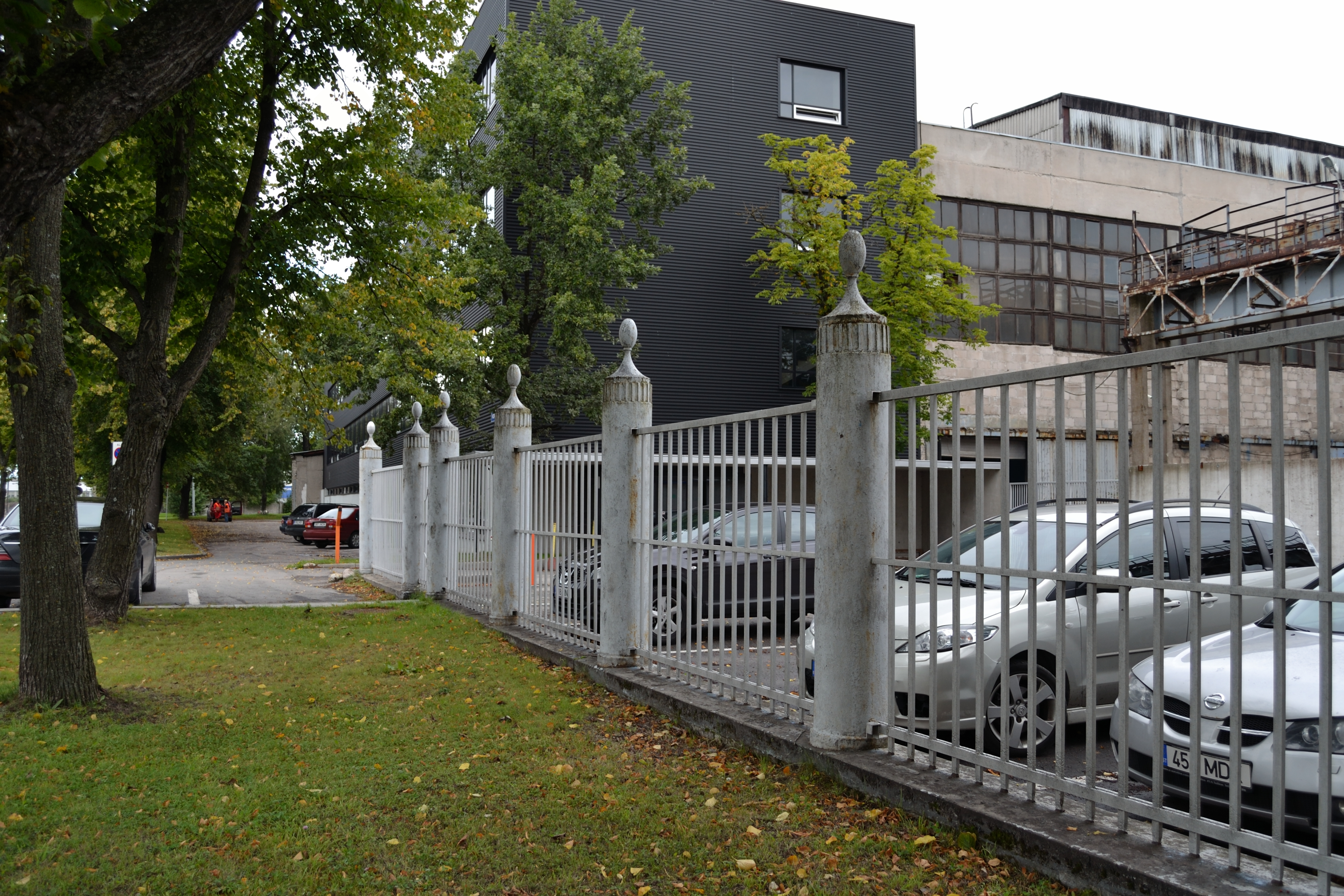
Дом 70А
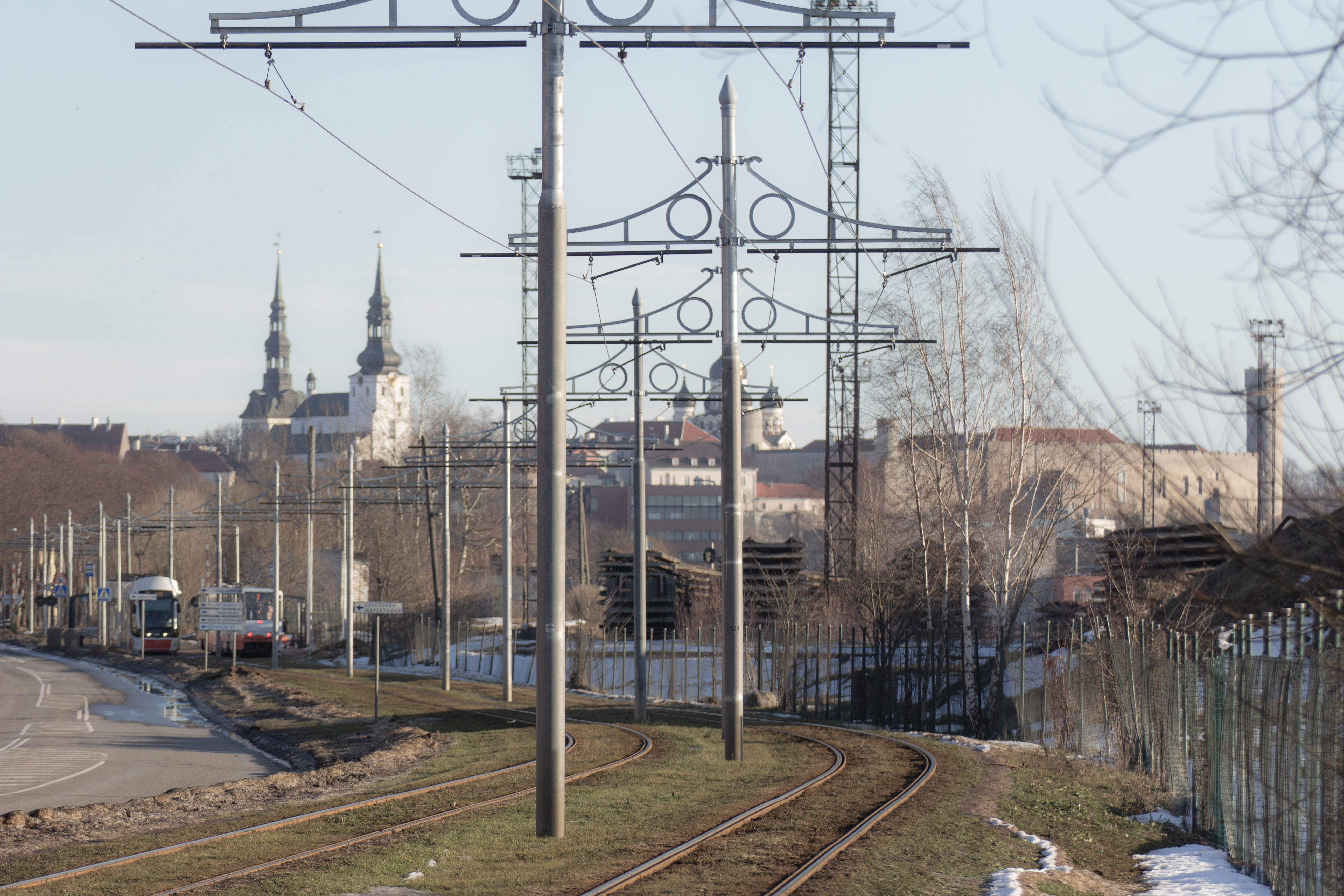
Вид на Старый город с трамвайной остановки «Krulli»
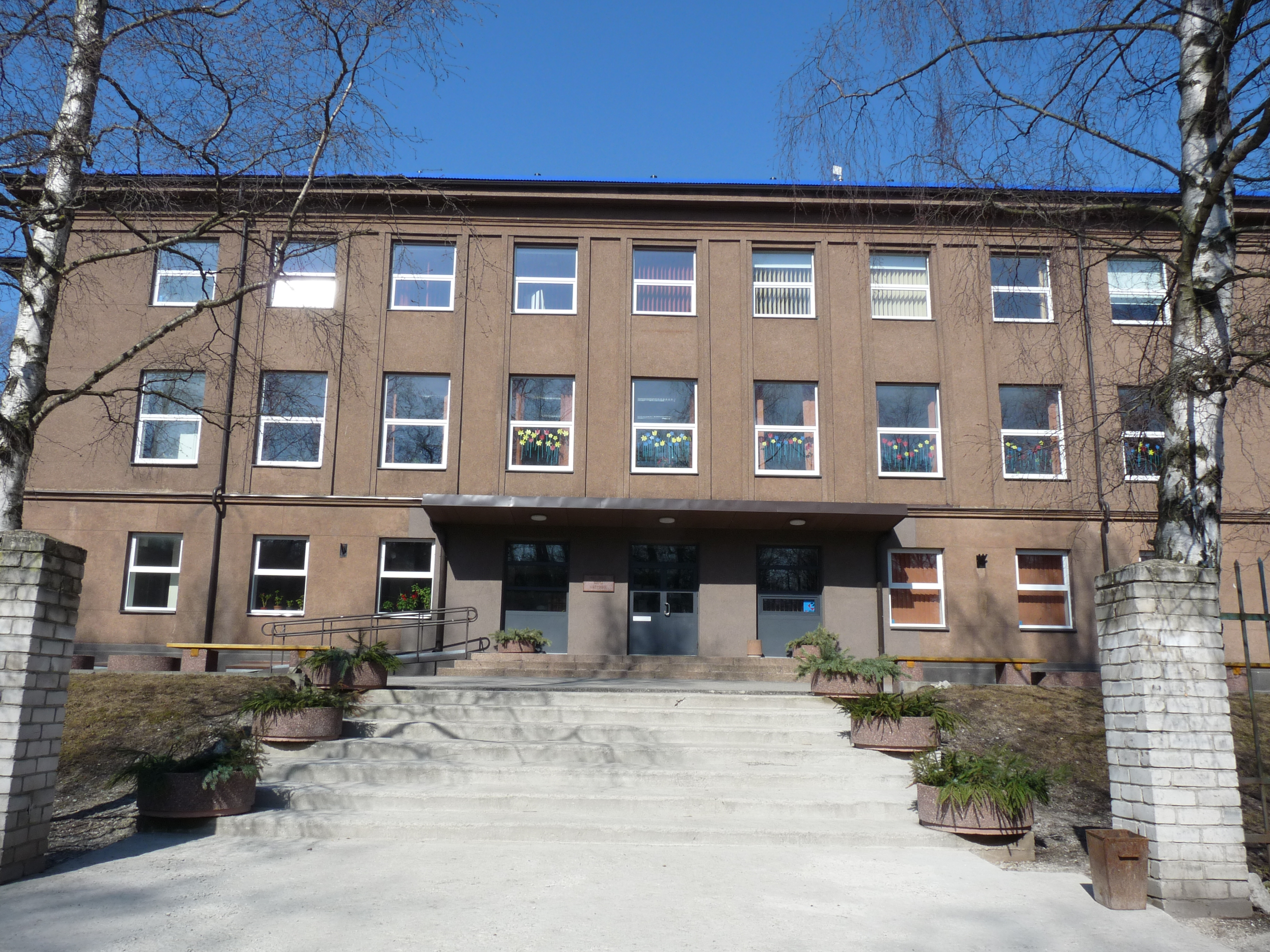
Дом 98
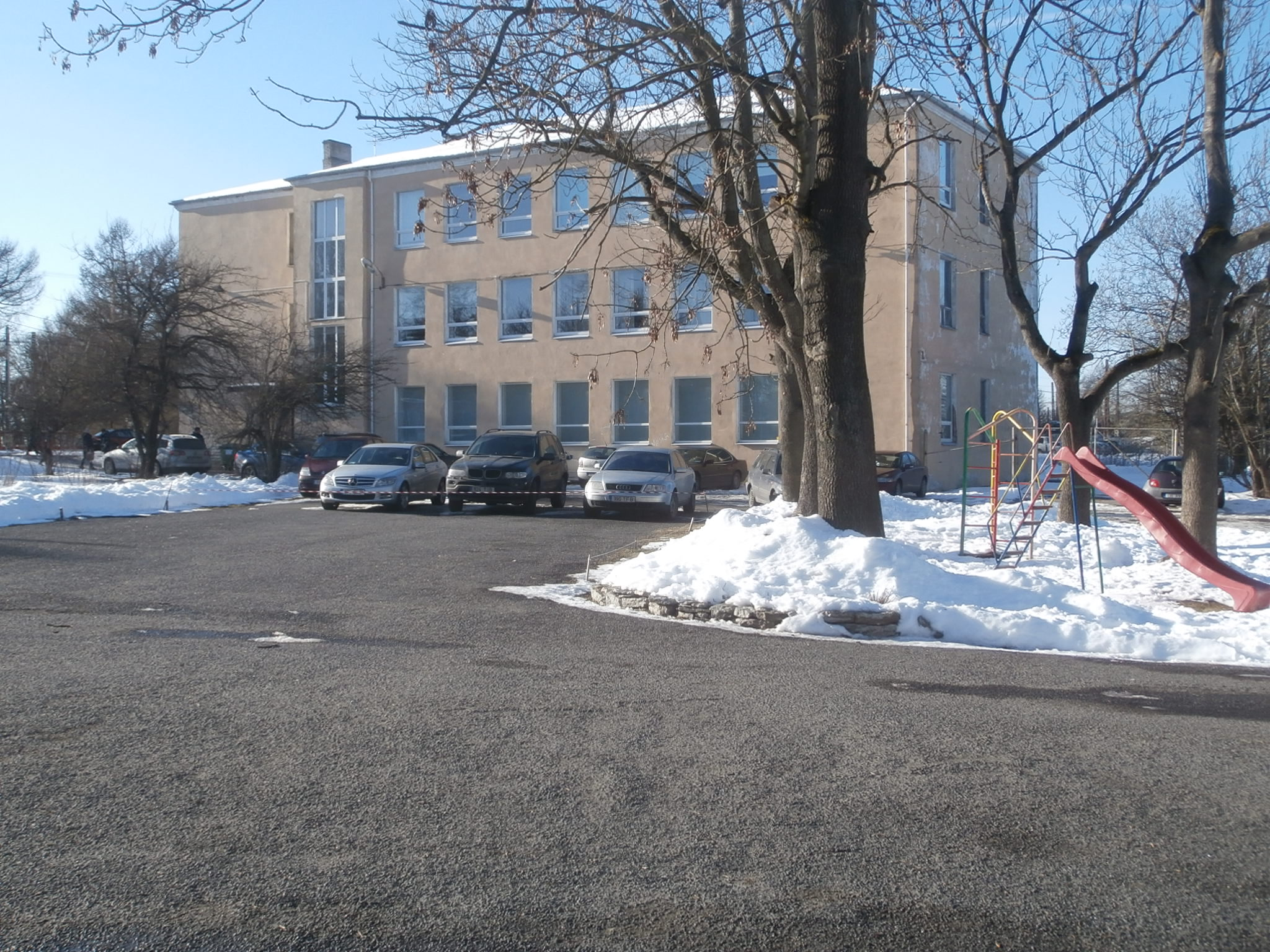
Дом 116

## Памятники культуры
- Kopli tn 69C — бывшее кладбище Копли, в настоящее время — парк Копли[16].
- Kopli tn 70 — сборочный цех завода Франца Крулля, конец XIX—начало XX века. При инспектировании 01.05.2007 его состояние оценивалось как хорошее[17].
- Kopli tn 70 — чугунная ограда завода Крулля, 1931 год. При инспектировании 27.08.2014 её состояние оценивалось как хорошее[18].
- Kopli tn 70A — кузнечный цех Машиностроительного завода Франца Крулля, конец XIX—начало XX века. При инспектировании 01.11.2007 его состояние оценивалось как хорошее[19].

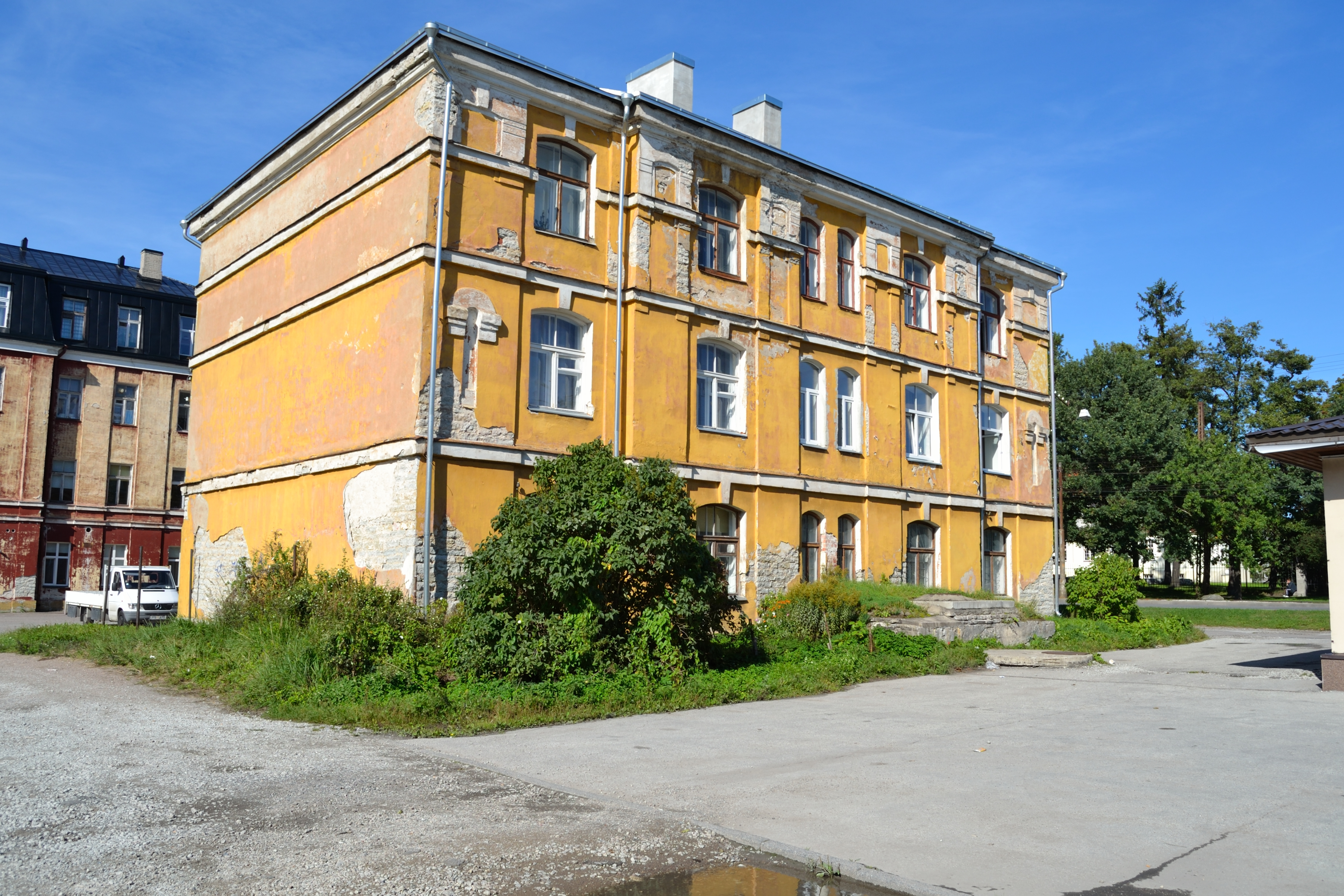
Дом 75 в 2011 году

Дом 79. Строительство «Виллы Беккера», август 2021 года

- Kopli tn 75 — жилой дом мастеров и служащих Судостроительного завода Беккера, построен в 1912—1914 годах, являлся частью промышленного поселения завода Беккера. При инспектировании 06.12.2017 его состояние оценивалось как удовлетворительное[20].
- Kopli tn 77 — жилой дом инженеров Судостроительного завода Беккера, построен в 1912 году. Четырёхэтажное здание с представительными апартаментами, высота потолков 4 метра. При инспектировании 20.03.2019 его состояние оценивалось как удовлетворительное[21].
- Kopli tn 78 — жилой дом сверхсрочнослужащих гарнизона Морской крепости Императора Петра Великого. Трёхэтажное каменное здание с мезонином построено в 1915 году. При инспектировании 23.02.2016 его состояние оценивалось как плохое[22].
- Kopli tn 79 — вилла директора Судостроительного завода Беккера, построена в 1912—1914 годах. При инспектировании 28.01.2010 состояние здания оценивалось как удовлетворительное[23]. После начатой в 2021 году реконструкции вилла станет жилым домом под названием на 10 квартир с высокими потолками (на первом этаже 3,6 метра, на втором этаже — 3,3 метра) и качественной внутренней отделкой[24].
- Kopli tn 89B — водонапорная башня Судостроительного завода Беккера, построена в 1914 году. При инспектировании 21.07.2015 её состояние оценивалось как удовлетворительное[25].
- Kopli tn 93 — Коплиский народный дом. Трёхэтажное в основном плане здание в стиле функционализма построено в 1936 году по проекту архитектора Эльмара Лохка[эст.], при инспектировании 12.04.2019 его состояние оценивалось как плохое. В советское время в здании работал Матросский клуб[26].
- Kopli tn 95 / Ketta tn 2 — жилой дом молодых служащих Русско-Балтийского судостроительного завода. Принадлежит к относительно законченному строительному комплексу бывшего завода, который является ярким примером принципов планировки рабочих посёлков начала XX века. При инспектировании 22.07.2016 состояние строения оценивалось как хорошее. Оно используется в качестве жилого дома[27].
- Kopli tn 99 — жилой дом молодых служащих Русско-Балтийского судостроительного завода. Двухэтажное деревянное здание построено по проекту архитектора А. И. Дмитриева и инженера И. Гаврилова в 1914 году. При инспектировании 27.06.2019 его состояние оценивалось как плохое[28] .

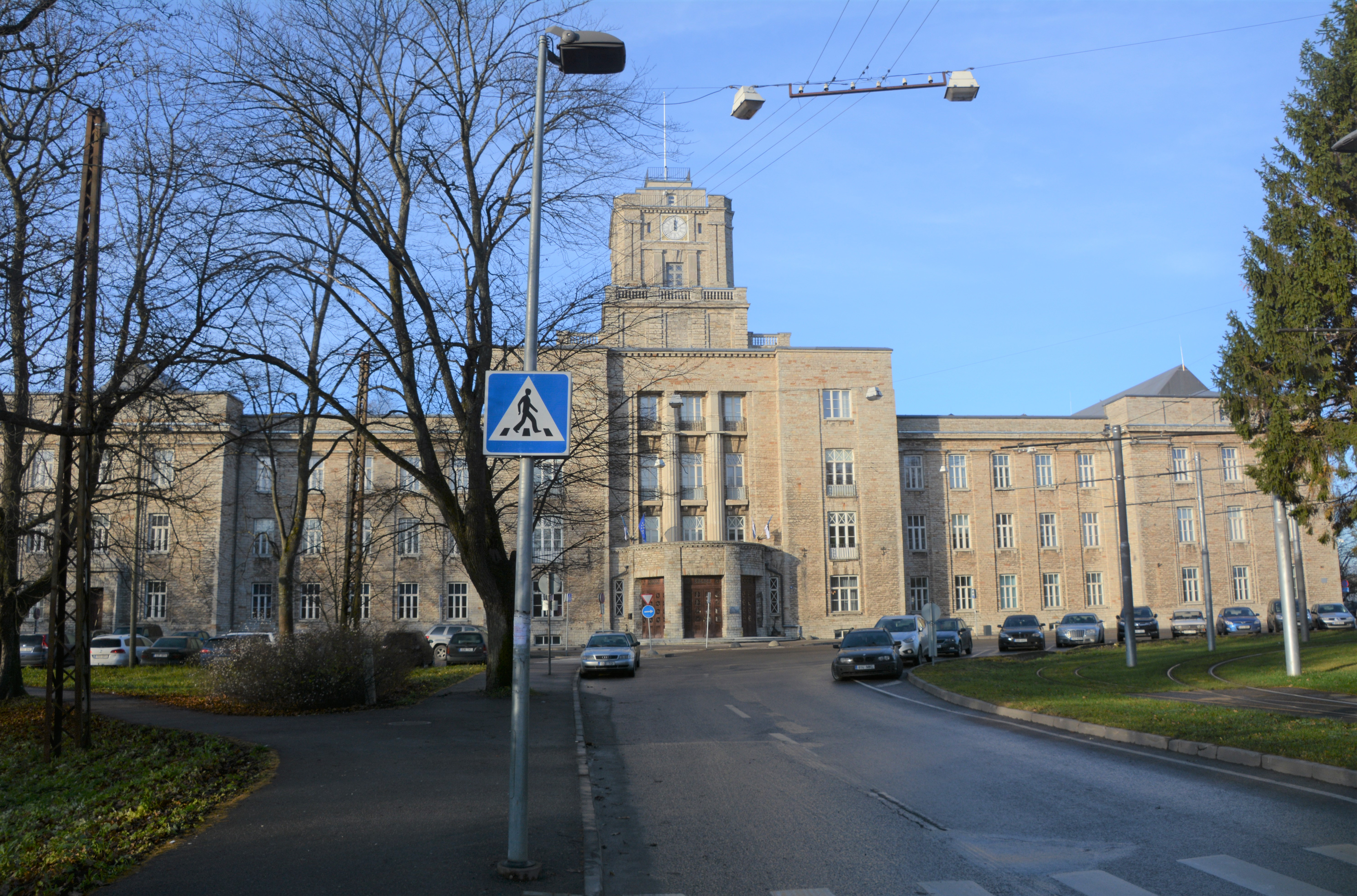
Дом 101 в 2019 году

- Kopli tn 101 — административное здание Русско-Балтийского судостроительного завода. Построено в 1913—1915 годах, имеет высокую историческую ценность. При инспектировании 02.09.2015 его состояние оценивалось как хорошее[29]. Трёхэтажное, U-образное строение из плитняка с симметричным основным планом. Фасады также выполнены симметрично, из декоративных элементов выделяются три ризалита. В центральной части здания расположена ступенчато сужающаяся башня, которая в своё время выполняла функцию водонапорной башни. Сохранено первоначальное расположение окон. В здании размещался кабинет директора судостроительного завода и рабочие комнаты для служащих. На втором этаже работала столовая для руководства и административных работников. На третьем этаже, в боковых крылах здания, устроены большие, освещаемые длинными потолочными светильниками, чертёжные залы. В башне располагалась маленькая типография, мастерские для размножение чертежей и фотоателье. В 1920-х годах некоторые помещения были перестроены под квартиры. В 1931 году в здании разместился Таллинский техникум. В 1936 году на базе техникума был создан Таллинский технический университет. В 1933-1936 годах некоторые помещения также арендовала Таллинская морская школа. В советский период, до 1960-х годов, всё строение было главным зданием Таллинского политехнического института, до 2009 года в нём работал экономический факультет. После переезда факультета из Копли в здании разместилась Эстонская морская академия.
- Kopli tn 102A — школьное здание, построено в 1930-х годах по проекту архитектора Герберта Йохансона[эст.], своеобразный образец сплава традиционализма и функционализма в архитектуре[30]. Первоначально Коплиская основная школа, в настоящее время — Таллинская художественная гимназия.

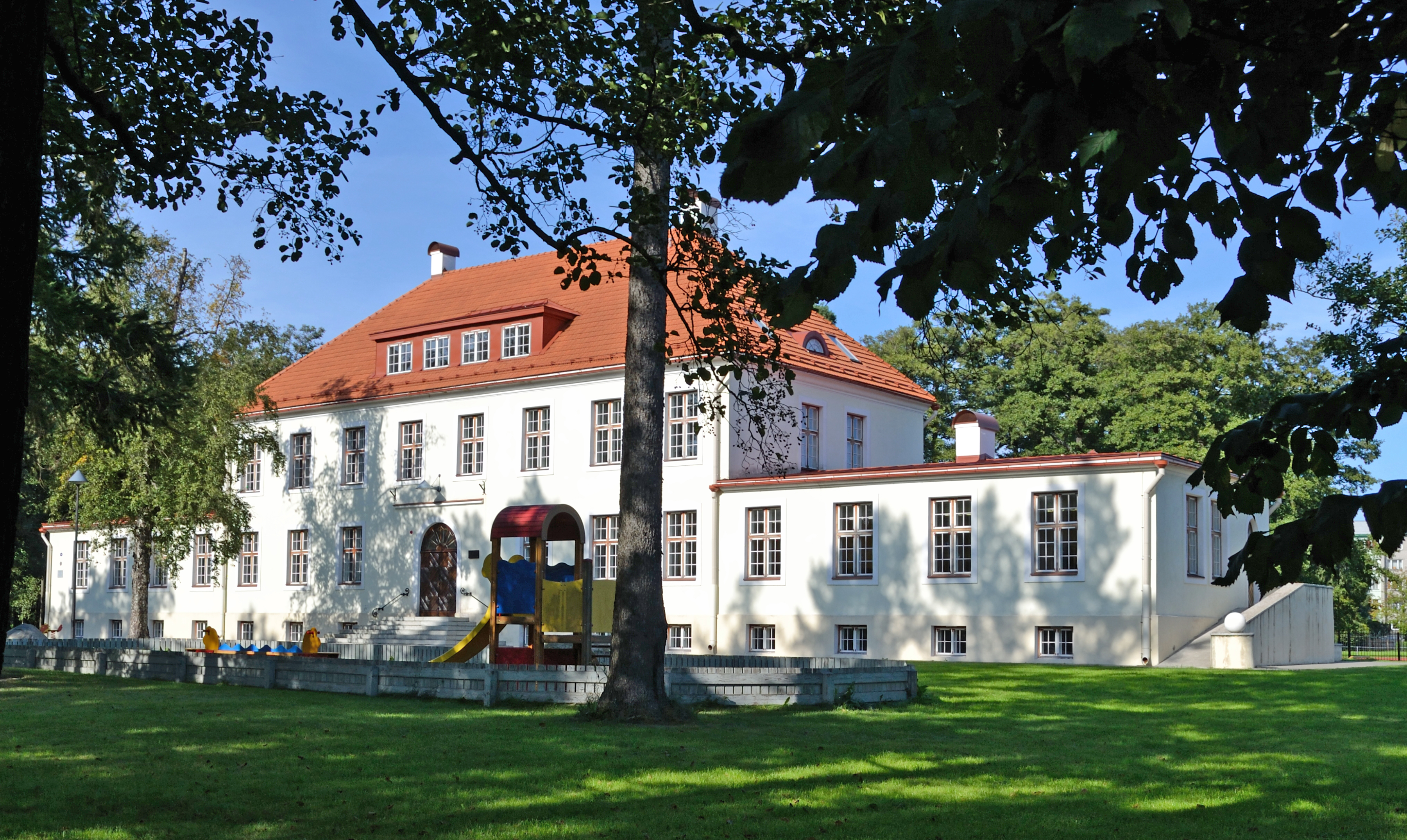
Дом 104

- Kopli tn 103 — здание цеха малых судов и прессовочного цеха[31], турбинного цеха[32] и котельного цеха Русско-Балтийского судостроительного завода[33]. Строения из плитняка возведены в 1912—1916 годах, в настоящее время используются предприятием «Refonda», входящим в концерн «BLRT Grupp». При инспектировании 26.09.2014 их состояние оценивалось как удовлетворительное.
- Kopli tn 104 — Коплиский детский сад, построен в 1928 году по проекту Герберта Йохансона. При инспектировании 09.08.2016 состояние здания оценивалось как хорошее[34].
- Kopli tn 108 — полицейское отделение Русско-Балтийского судостроительного завода. Заводские и жилые здания Русско-Балтийского судостроительного завода в основном проектировали под руководством инженера А. Дмитриева. В построенном в 1914 году двухэтажном деревянном доме располагались служебные помещения, которые в 1920-х годах, после переезда полиции в соседнее здание, стали офисными, и квартиры. Здание сильно пострадало в 2010-х годах в результате пожара, при инспектировании 12.05.2017 его состояние оценивалось как аварийное[35].

Памятники культуры
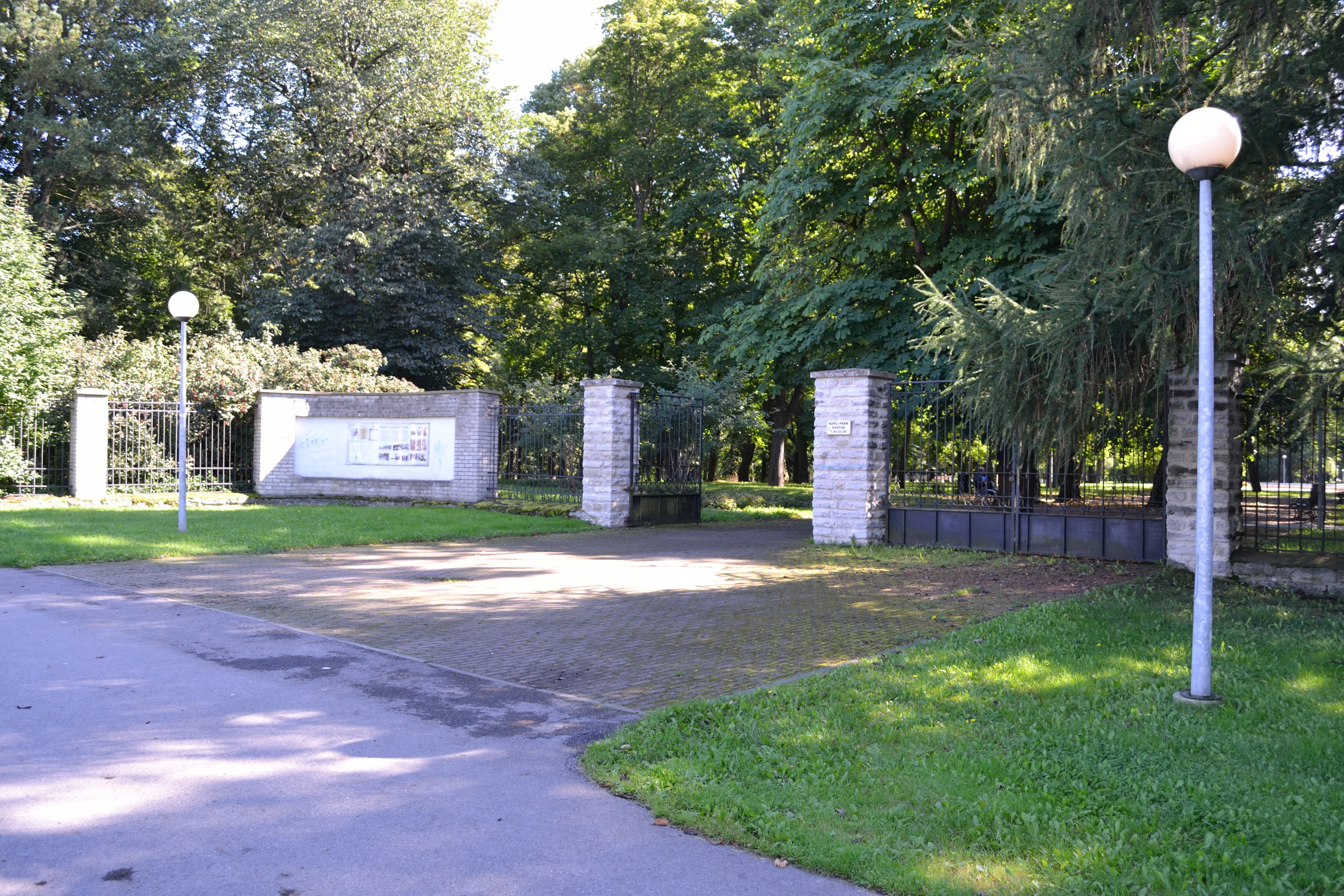
Парк Копли
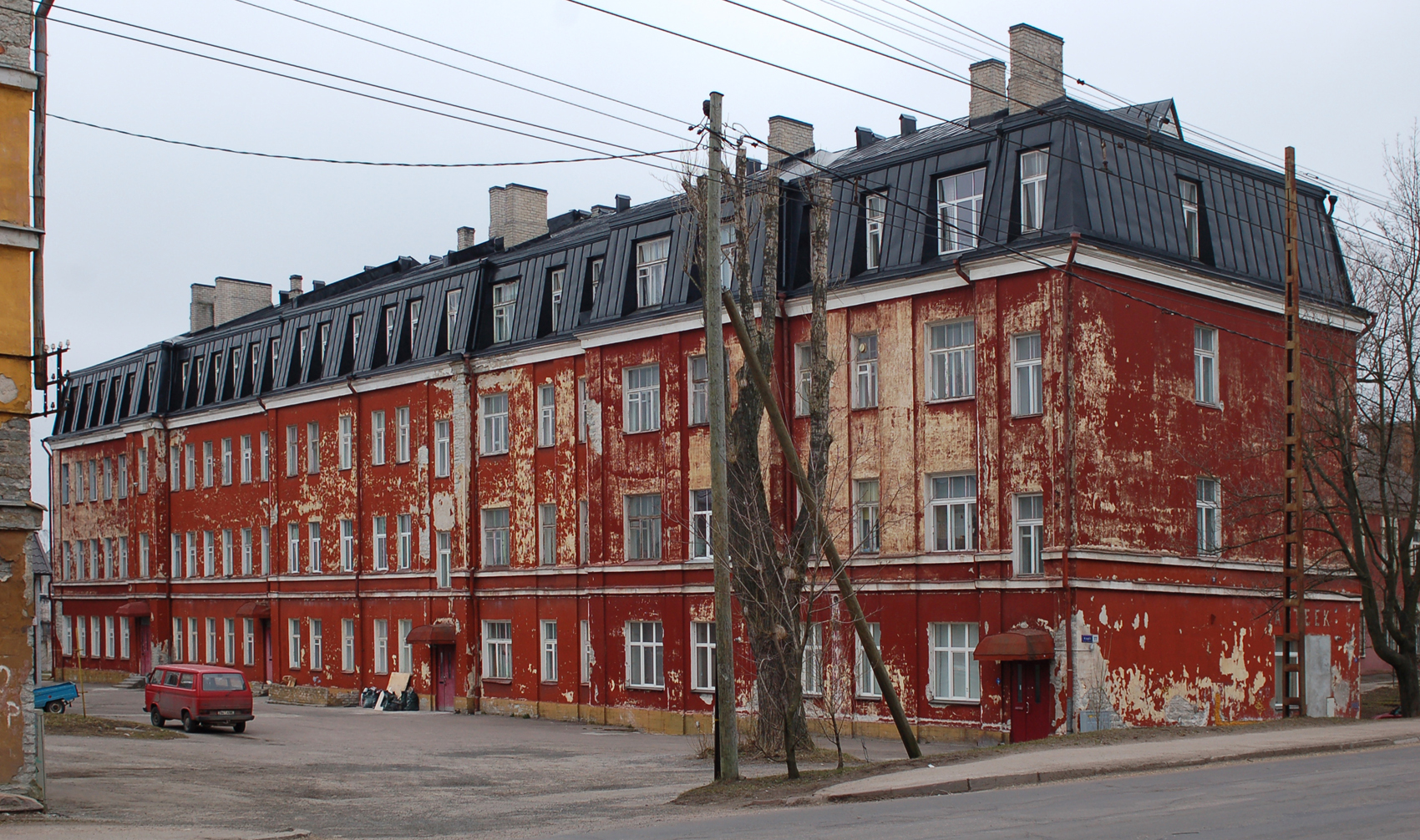
Дом 77 в 2008 году
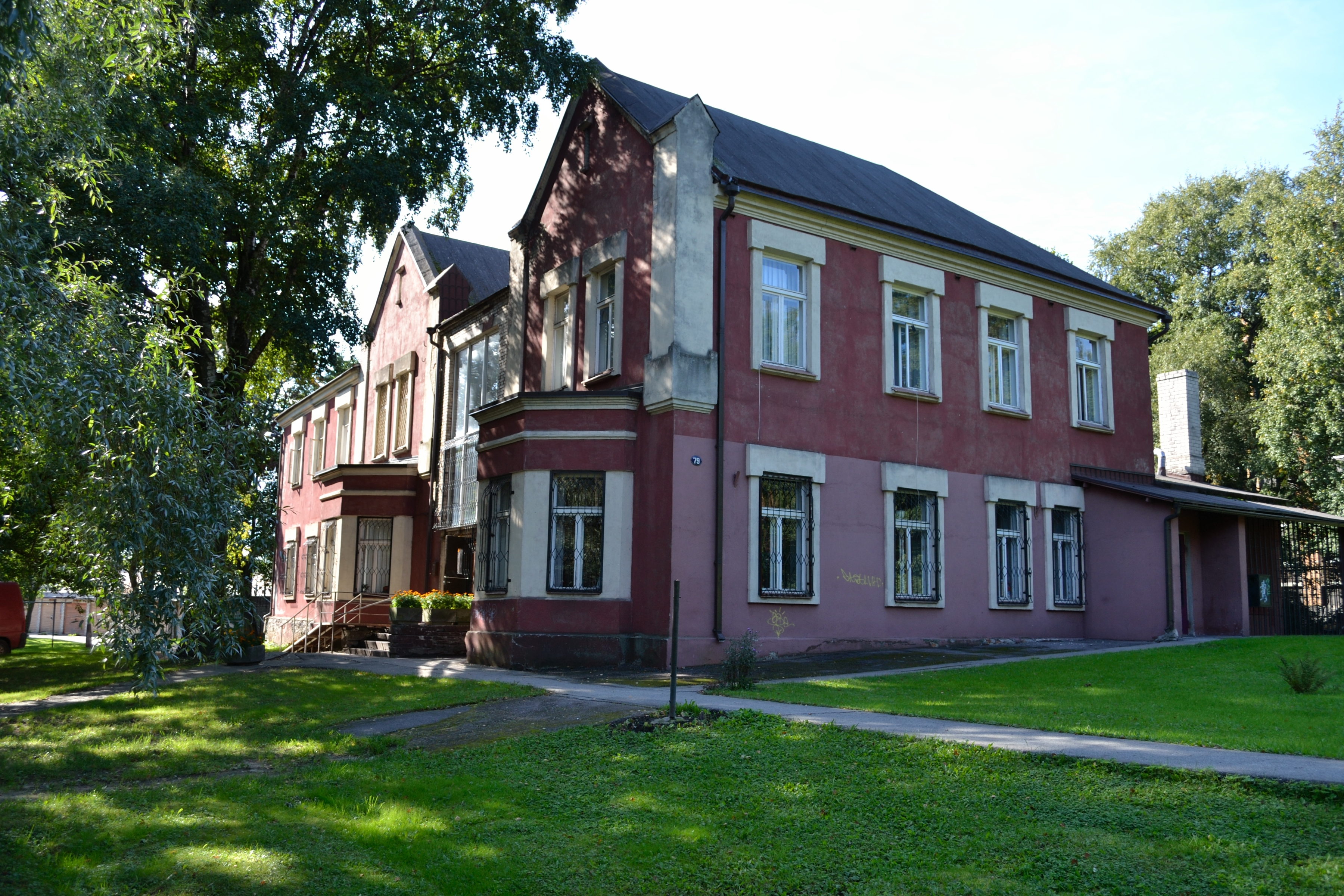
Дом 79 до реконструкции, 2011 год
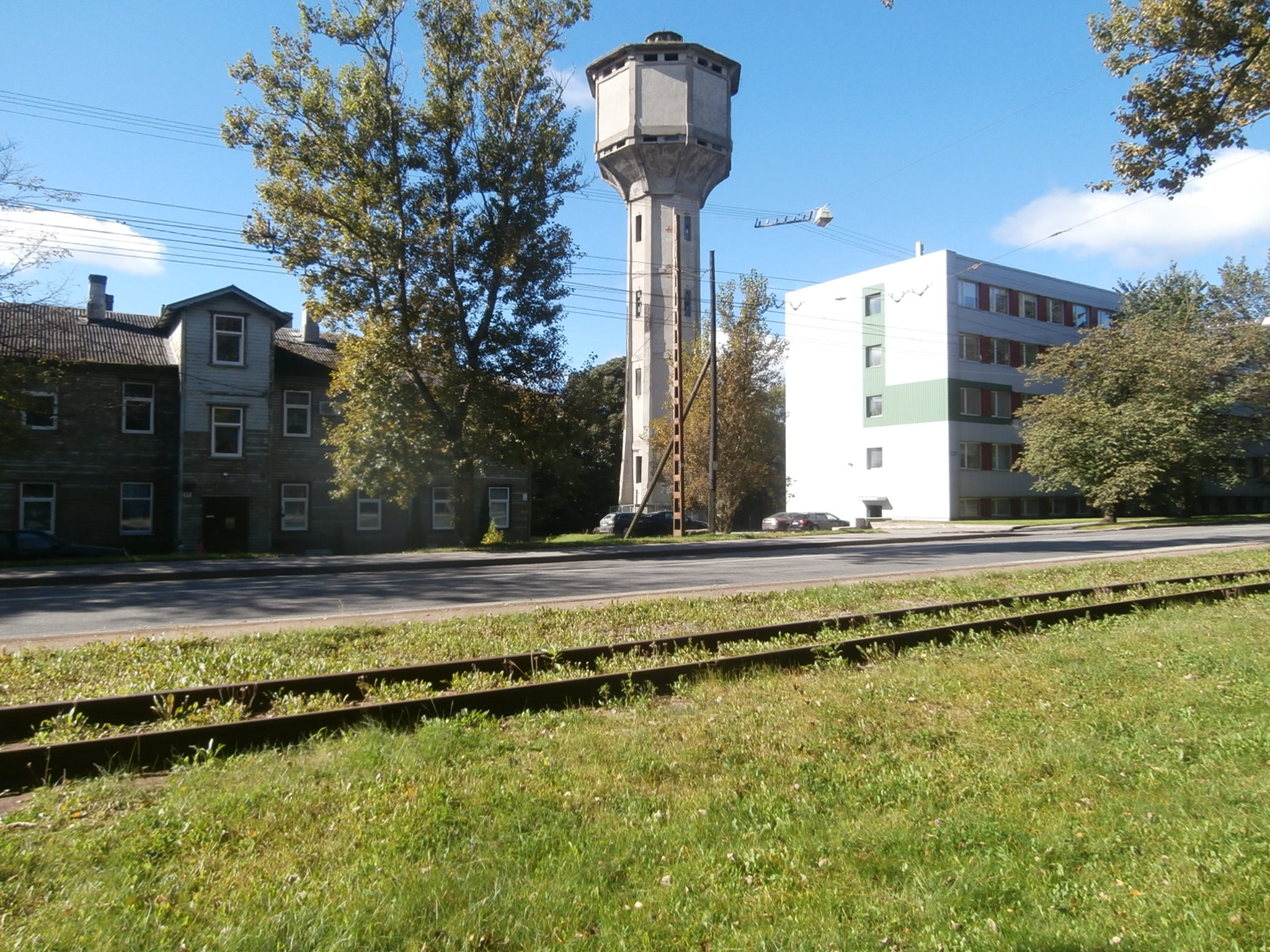
Водонапорная башня завода Беккера в 2016 году
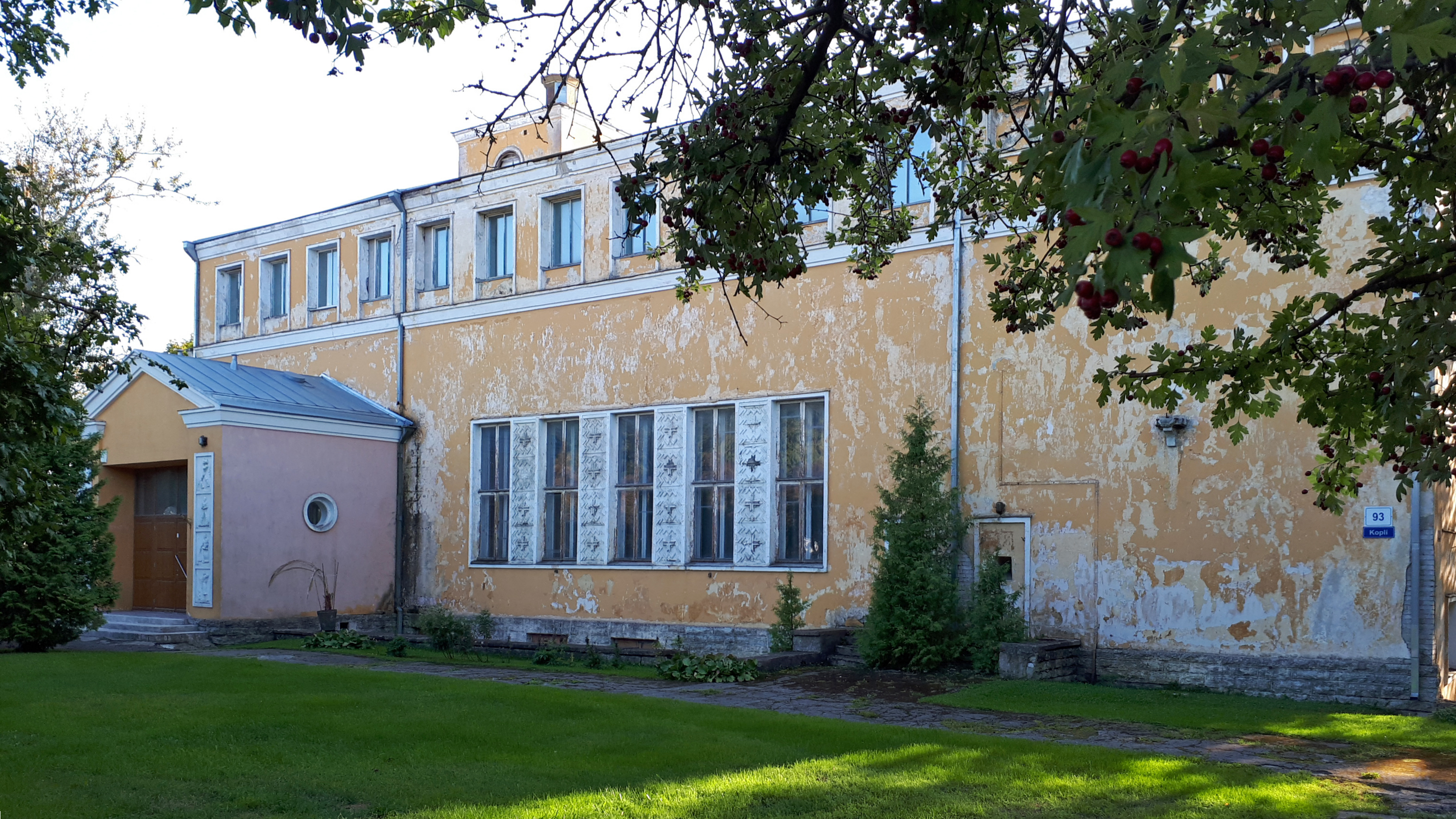
Дом 93 в 2021 году
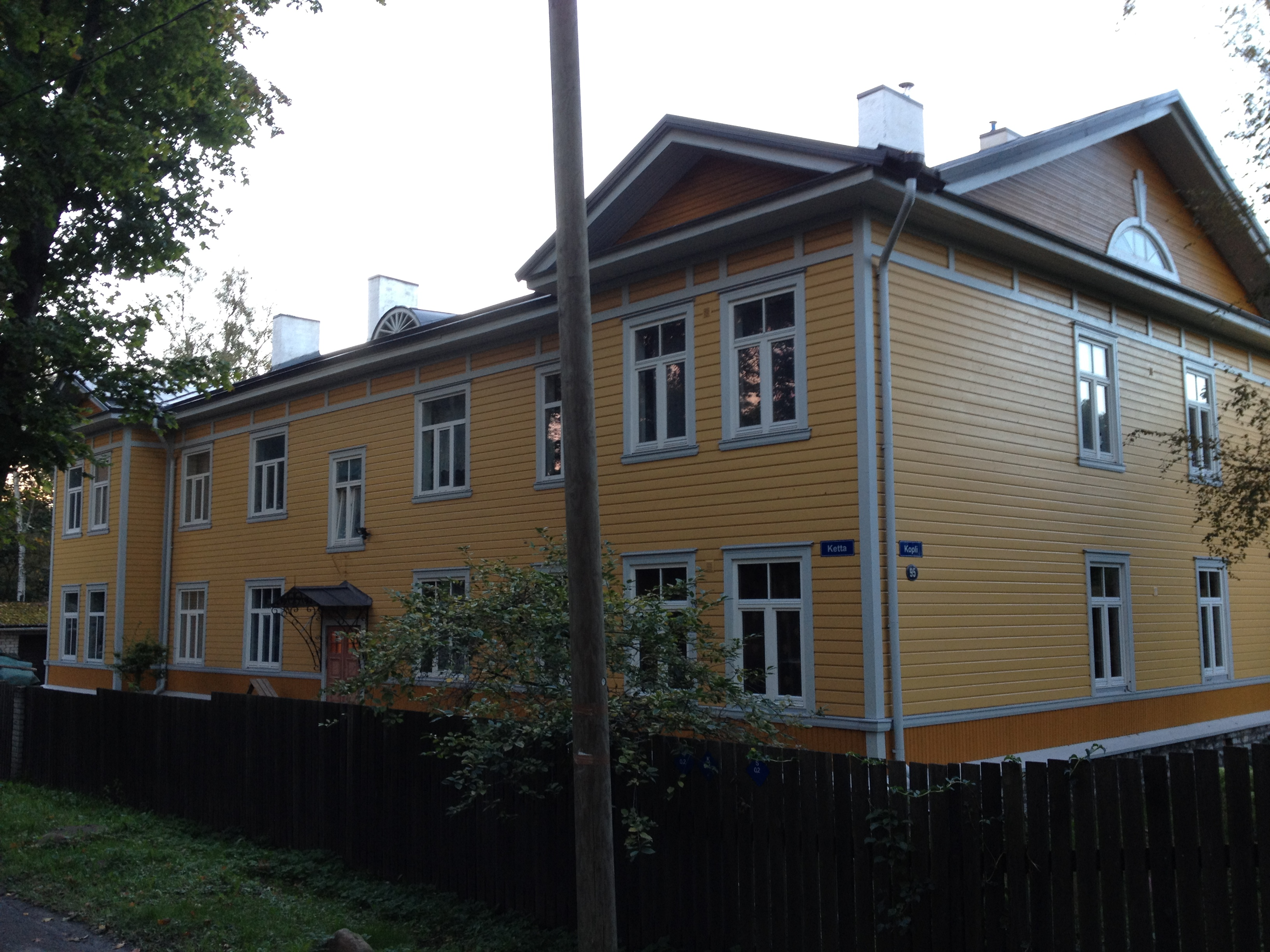
Ул. Копли 95 / ул. Кетта 2
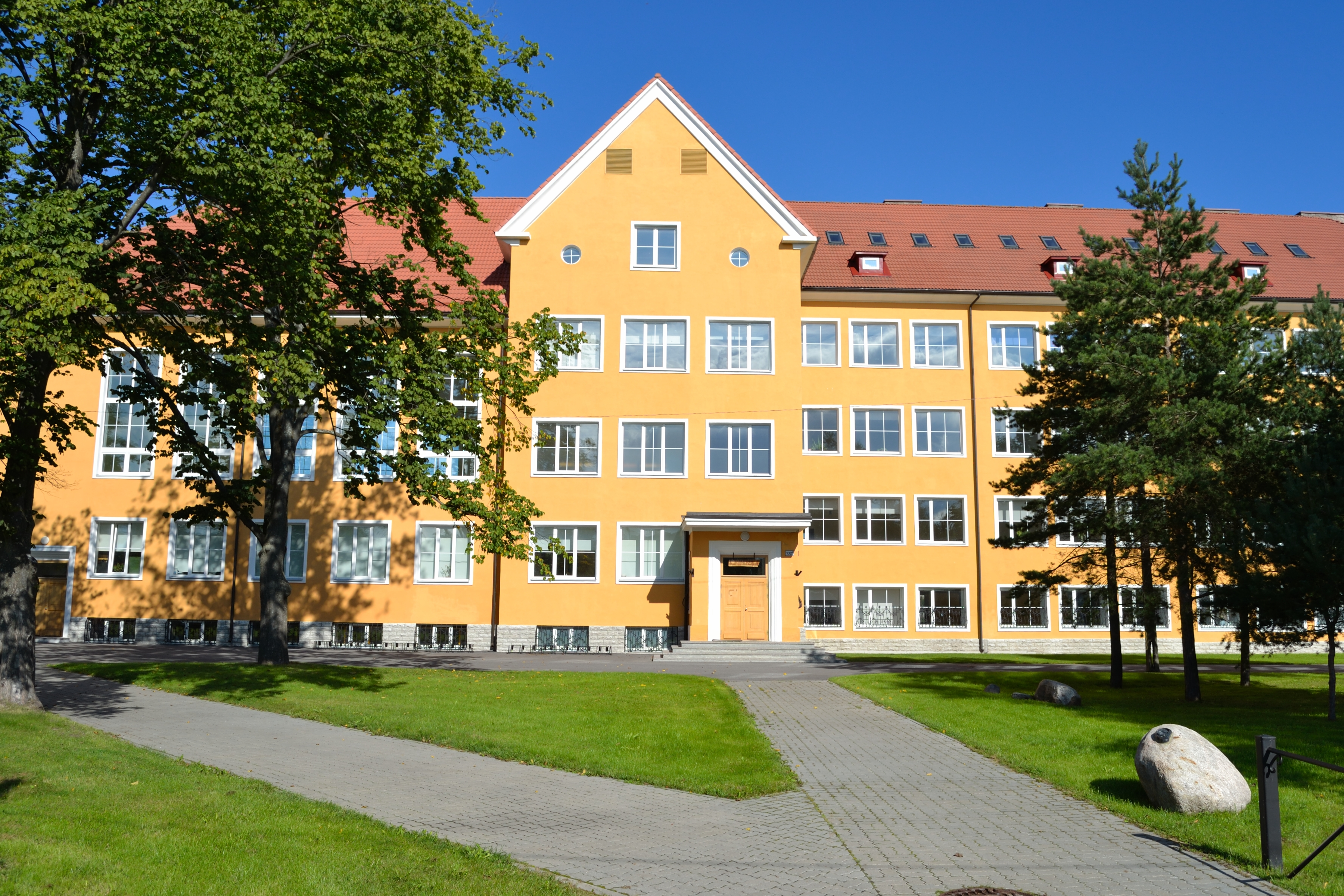
Дом 102А в 2011 году
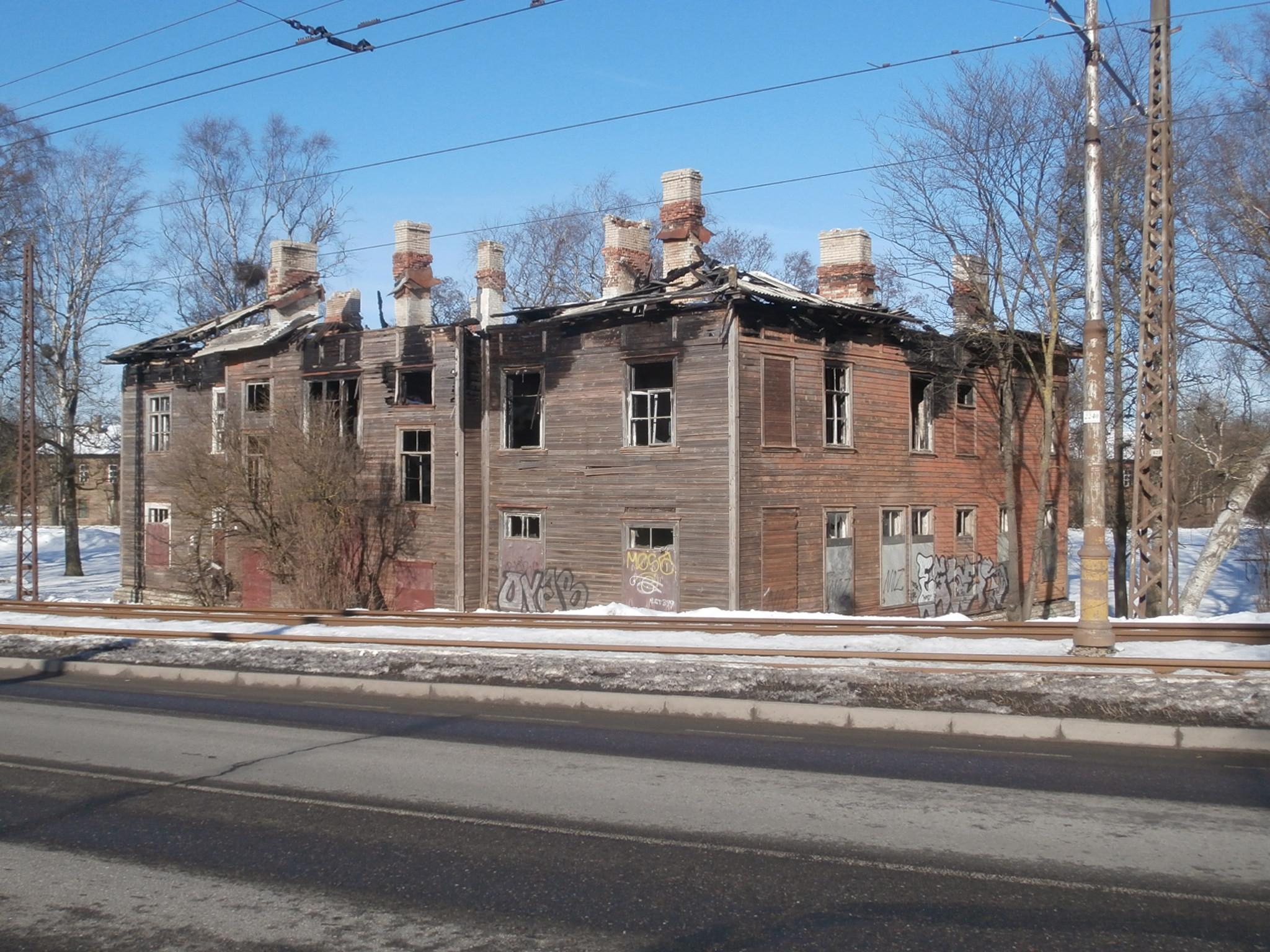
Дом 108 в 2016 году

## Предприятия и организации
- Kopli tn. 1 — Рынок Балтийского вокзала (Balti Jaama Turg), в том числе супермаркет торговой сети «Selver».
- Kopli tn. 2C — гостиница «Economy Hotel» (до 2003 года в здании работал отель «Grand Hotell»)
- Kopli tn. 25 — мебельная фабрика «Standard»
- Kopli tn. 35B — магазин «Maxima X»
- Kopli tn. 69B — магазин «Maxima X»
- Kopli tn. 76 — Радиационное отделение Департамента окружающей среды и Харьюмааское бюро Инспекции окружающей среды.
- Kopli tn. 98 — Таллинская Коплиская профессиональная школа
- Kopli tn. 101 — Эстонская морская академия, в отдельном здании[каком?] — Эстонская морская школа
- Kopli tn. 102А — Таллинская художественная гимназия

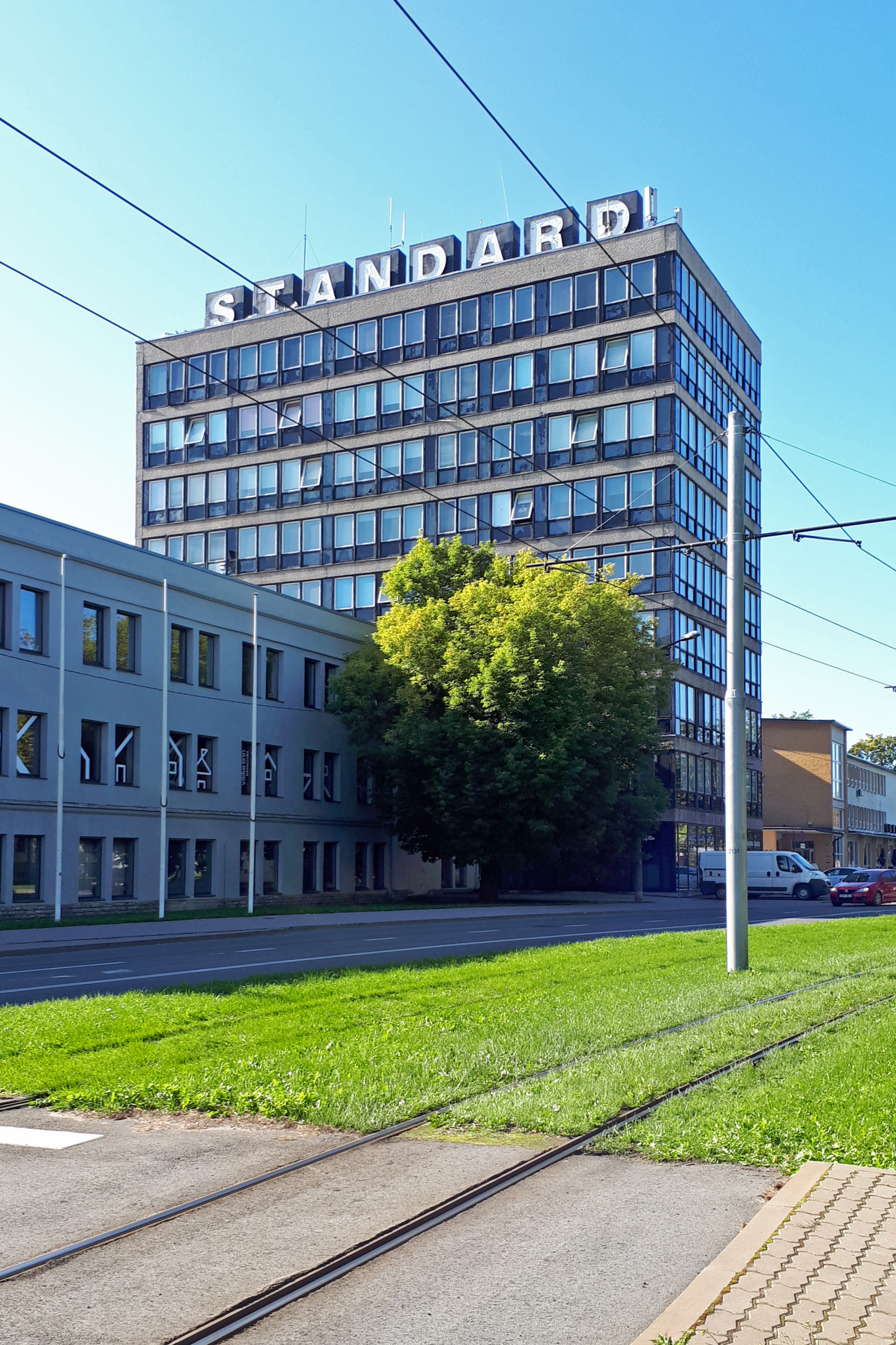
Дом 25, «Standard»
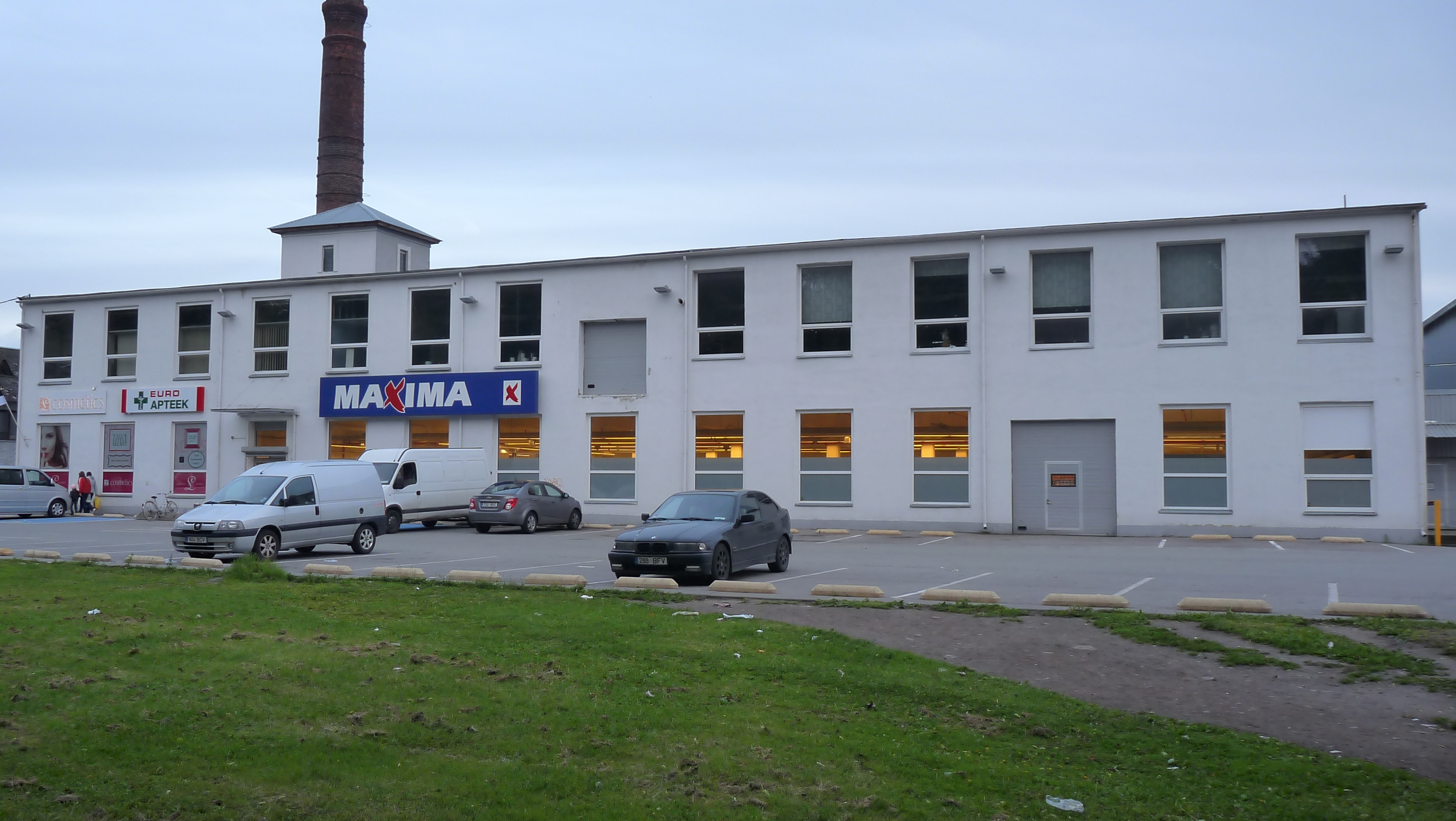
Дом 35В, магазин «Maxima X»
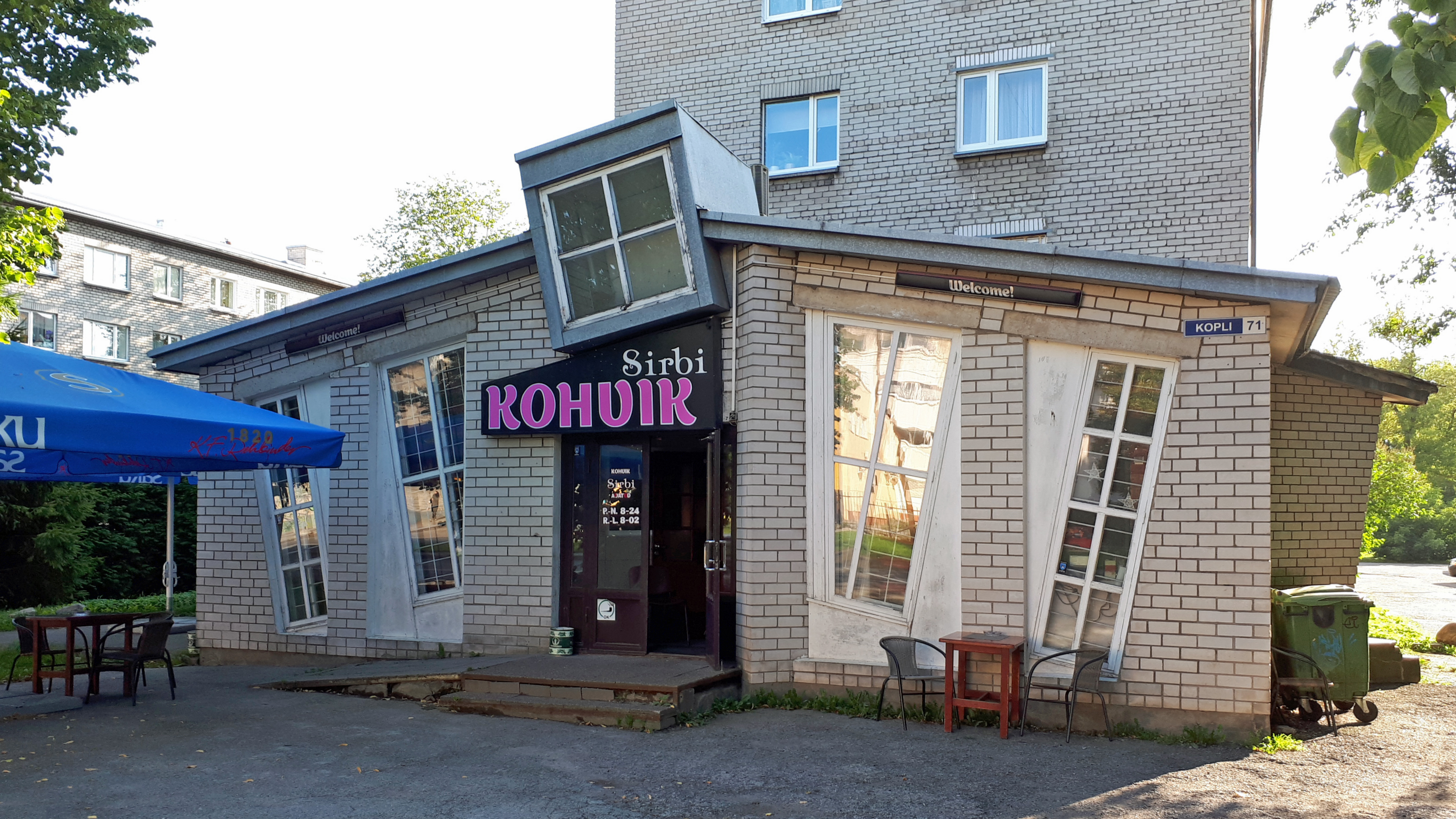
Дом 71, кафе «Sirbi»
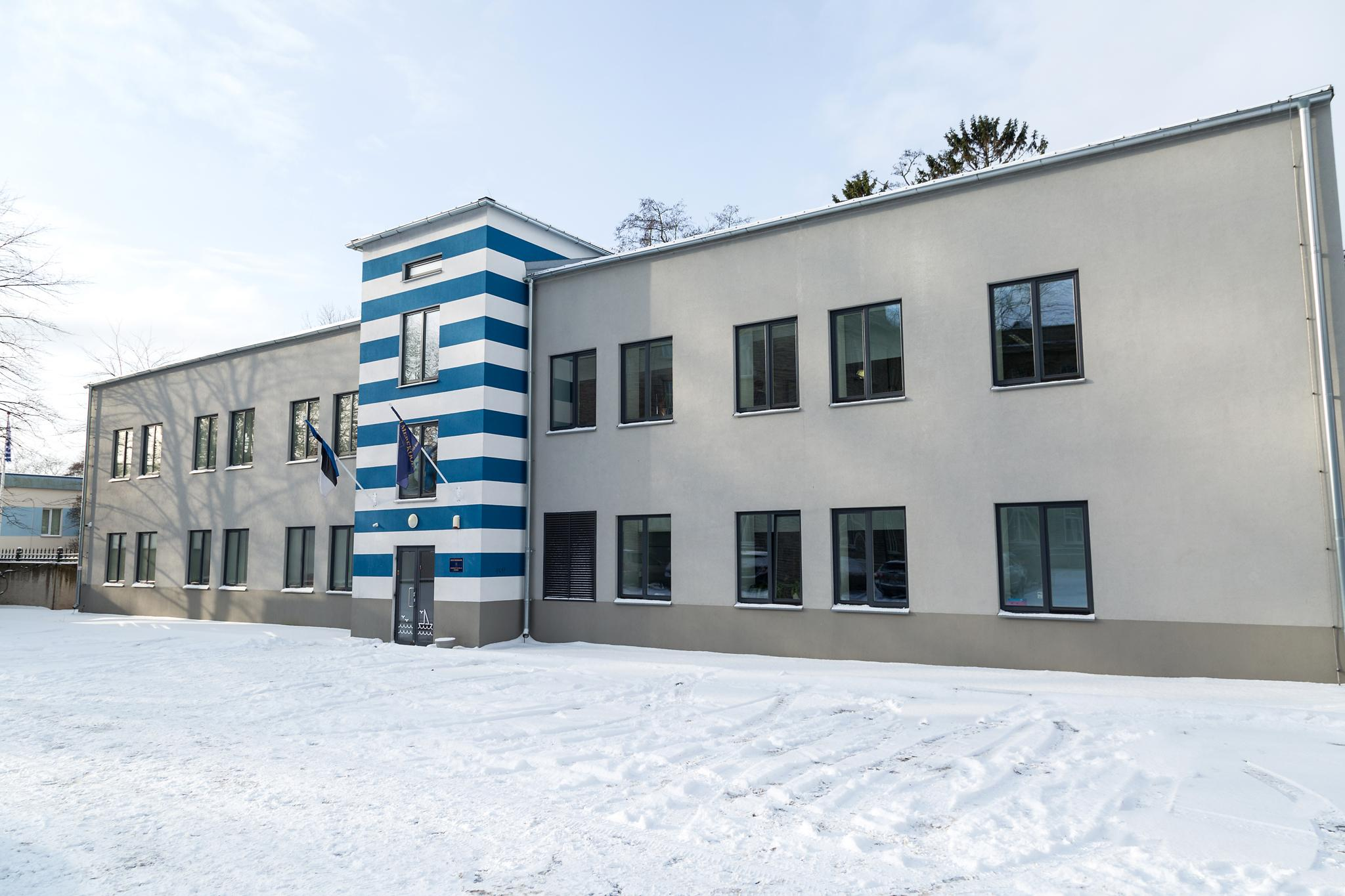
Дом 101, Эстонская морская школа